# Montréjeau
Montréjeau (prononcé [mɔ̃ʁeʒo] ; Montrejau en gascon) est une commune française située dans l'ouest du département de la Haute-Garonne, en région Occitanie.
Sur le plan historique et culturel, la commune appartient au pays de Comminges, correspondant à l’ancien comté de Comminges, circonscription de la province de Gascogne située sur les départements actuels du Gers, de la Haute-Garonne, des Hautes-Pyrénées et de l'Ariège. Exposée à un climat océanique altéré, elle est drainée par la Garonne, la Neste, le ruisseau du Lavet de Derrière, le ruisseau du Lavet de devant et par divers autres petits cours d'eau. La commune possède un patrimoine naturel remarquable : un site Natura 2000 (« Garonne, Ariège, Hers, Salat, Pique et Neste »), un espace protégé (« la Garonne, l'Ariège, l'Hers Vif et le Salat ») et sept zones naturelles d'intérêt écologique, faunistique et floristique.
Montréjeau est une commune rurale qui compte 2 676 habitants en 2022. Elle appartient à l'unité urbaine de Montréjeau et fait partie de l'aire d'attraction de Saint-Gaudens. Ses habitants sont appelés les Montréjeaulais ou Montréjeaulaises ou Montréjolais.
Le patrimoine architectural de la commune comprend cinq immeubles protégés au titre des monuments historiques : le pont sur la Garonne, inscrit en 1984, le château de Valmirande, classé en 1992, la halle aux bestiaux de Montréjeau, inscrite en 2004, l'hôtel de Lassus, inscrit en 2005, et l'Hôtel du Parc, inscrit en 2005.

## Géographie

### Localisation
La commune de Montréjeau se trouve dans le département de la Haute-Garonne, en région Occitanie.
Sur le plan historique et culturel, Montréjeau fait partie du pays de Comminges, correspondant à l’ancien comté de Comminges, circonscription de la province de Gascogne située sur les départements actuels du Gers, de la Haute-Garonne, des Hautes-Pyrénées et de l'Ariège.
Elle se situe à 91 km à vol d'oiseau de Toulouse, préfecture du département, et à 13 km (vers l'ouest) de Saint-Gaudens, sous-préfecture.
Les communes les plus proches sont :
Gourdan-Polignan (1,6 km), Ausson (2,2 km), Huos (2,3 km), Mazères-de-Neste (2,5 km), Cuguron (2,9 km), Les Tourreilles (3,4 km), Seilhan (3,8 km), Ponlat-Taillebourg (3,9 km).
| Cuguron                            | Les Tourreilles  |        |
| Saint-Paul (Hautes-Pyrénées)       | Montréjeau       | Ausson |
| Mazères-de-Neste (Hautes-Pyrénées) | Gourdan-Polignan |        |

### Géologie et relief
La superficie de la commune est de 821 hectares ; son altitude varie de 409  à   543 mètres.

### Hydrographie

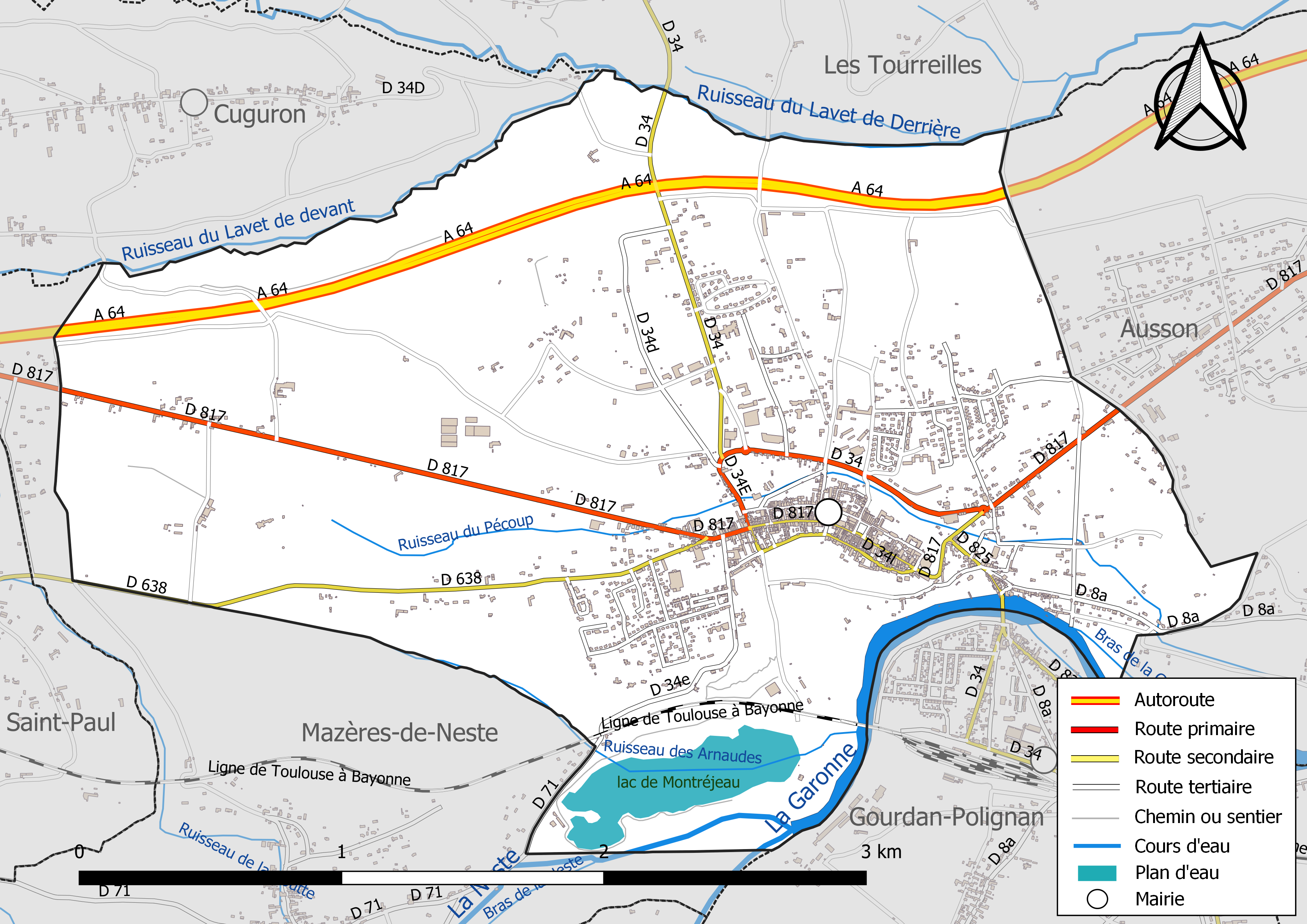
Réseaux hydrographique et routier de Montréjeau.

La commune est dans le bassin de la Garonne, au sein de la circonscription administrative de bassin Adour-Garonne. Elle est drainée par la Garonne, la Neste, le ruisseau du Lavet de Derrière, le ruisseau du Lavet de devant, un bras de la Garonne, le ruisseau des Arnaudes, le ruisseau du Pécoup et par un petit cours d'eau, constituant un réseau hydrographique des Hautes-Pyrénées de 8 km de longueur totale,.
La Garonne est un fleuve principalement français prenant sa source en Espagne et qui coule sur 529 km avant de se jeter dans l’océan Atlantique.
La Neste, d'une longueur totale de 73,1 km, prend sa source dans la commune d'Aragnouet (65) et s'écoule vers le nord puis se réoriente vers l'est. Après avoir traversé 34 communes, sa confluence avec la Garonne a lieu sur le territoire communal de Montréjeau.
Le ruisseau du Lavet de Derrière, d'une longueur totale de 14,3 km, prend sa source dans la commune de Cantaous (65) et s'écoule d'ouest en est. Il traverse la commune et se jette dans le Lavet à Ponlat-Taillebourg, après avoir traversé 8 communes.

### Climat
Pour des articles plus généraux, voir Climat de l'Occitanie et Climat de la Haute-Garonne.
En 2010, le climat de la commune est de type climat océanique altéré, selon une étude s'appuyant sur une série de données couvrant la période 1971-2000. En 2020, Météo-France publie une typologie des climats de la France métropolitaine dans laquelle la commune est exposée à un climat de montagne ou de marges de montagne et est dans la région climatique Pyrénées centrales, caractérisée par une pluviométrie annuelle de 1 000 à 1 200 mm.
Pour la période 1971-2000, la température annuelle moyenne est de 11,9 °C, avec une amplitude thermique annuelle de 14,4 °C. Le cumul annuel moyen de précipitations est de 1 008 mm, avec 9,3 jours de précipitations en janvier et 6,9 jours en juillet. Pour la période 1991-2020, la température moyenne annuelle observée sur la station météorologique la plus proche, située sur la commune de Clarac à 5 km à vol d'oiseau, est de 12,5 °C et le cumul annuel moyen de précipitations est de 804,9 mm,. Pour l'avenir, les paramètres climatiques de la commune estimés pour 2050 selon différents scénarios d’émission de gaz à effet de serre sont consultables sur un site dédié publié par Météo-France en novembre 2022.

### Milieux naturels et biodiversité

#### Espaces protégés
La protection réglementaire est le mode d’intervention le plus fort pour préserver des espaces naturels remarquables et leur biodiversité associée,.
Un espace protégé est présent sur la commune :
« la Garonne, l'Ariège, l'Hers Vif et le Salat », objet d'un arrêté de protection de biotope, d'une superficie de 1 658,7 ha.

#### Réseau Natura 2000

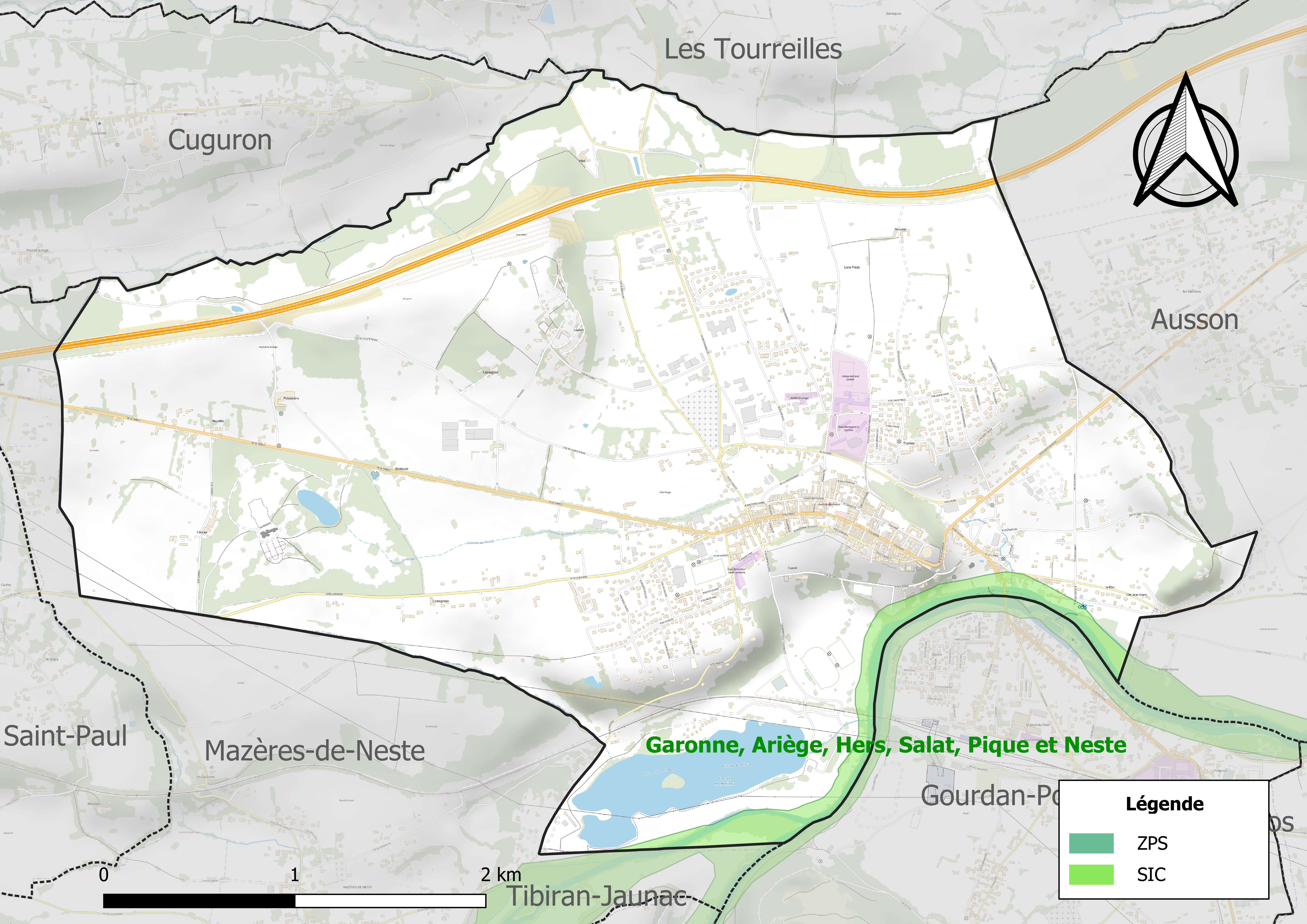
Site Natura 2000 sur le territoire communal.

Le réseau Natura 2000 est un réseau écologique européen de sites naturels d'intérêt écologique élaboré à partir des directives de l'Union européenne (habitats et oiseaux), constitué de zones spéciales de conservation (ZSC) et de zones de protection spéciale (ZPS).
Un site Natura 2000 a été défini sur la commune au titre de la directive habitats : « Garonne, Ariège, Hers, Salat, Pique et Neste », d'une superficie de 9 581 ha, un réseau hydrographique pour les poissons migrateurs (zones de frayères actives et potentielles importantes pour le Saumon en particulier qui fait l'objet d'alevinages réguliers et dont des adultes atteignent déjà Foix sur l'Ariège.

#### Zones naturelles d'intérêt écologique, faunistique et floristique

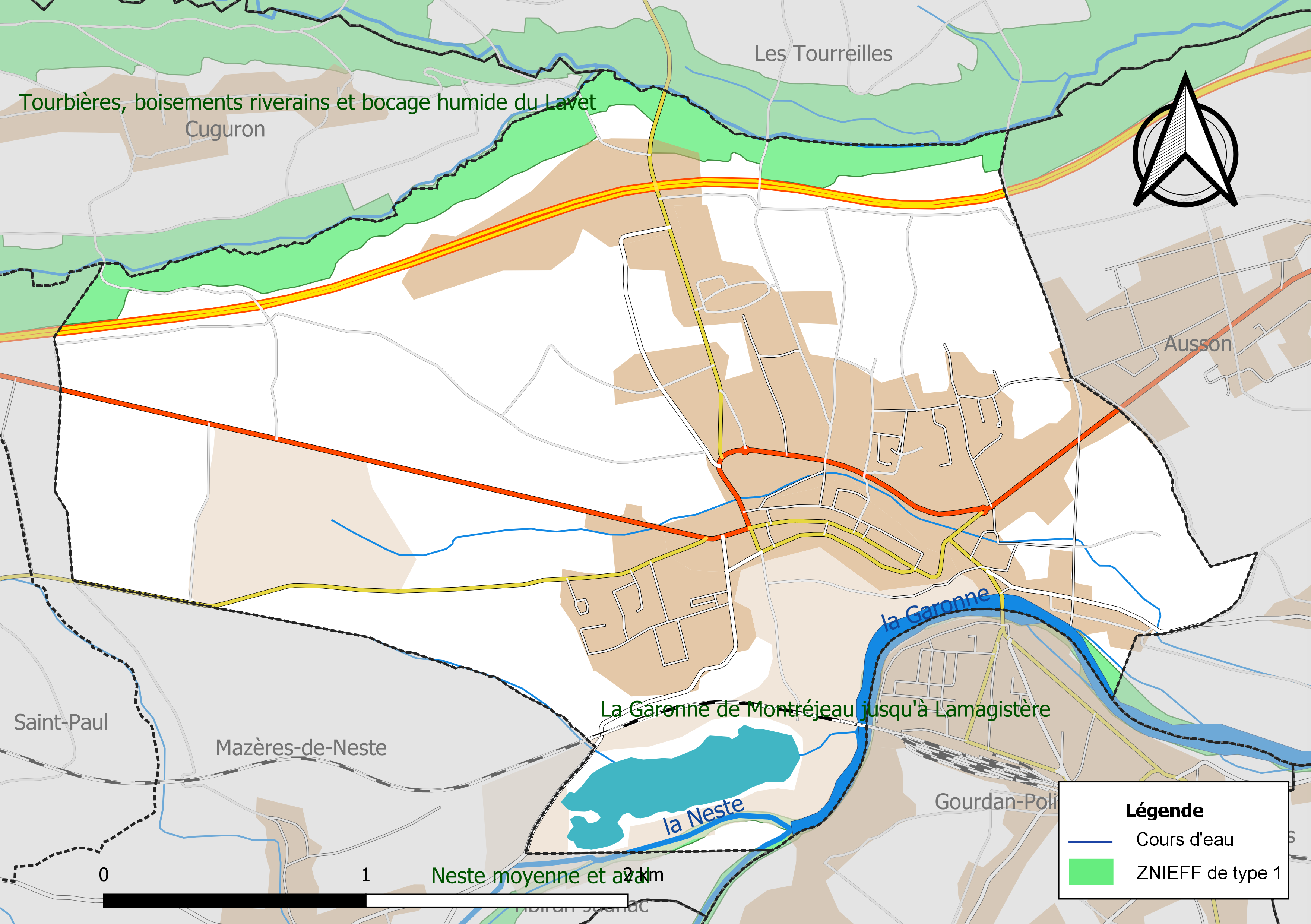
Carte des ZNIEFF de type 1 localisées sur la commune.

L’inventaire des zones naturelles d'intérêt écologique, faunistique et floristique (ZNIEFF) a pour objectif de réaliser une couverture des zones les plus intéressantes sur le plan écologique, essentiellement dans la perspective d’améliorer la connaissance du patrimoine naturel national et de fournir aux différents décideurs un outil d’aide à la prise en compte de l’environnement dans l’aménagement du territoire.
Quatre ZNIEFF de type 1 sont recensées sur la commune :
- « la Garonne de la frontière franco-espagnole jusqu'à Montréjeau » (469 ha), couvrant 38 communes dont 28 dans la Haute-Garonne et dix dans les Hautes-Pyrénées[26] ;
- « la Garonne de Montréjeau jusqu'à Lamagistère » (5 075 ha), couvrant 92 communes dont 63 dans la Haute-Garonne, trois en Lot-et-Garonne et 26 en Tarn-et-Garonne[27] ;
- la « Neste moyenne et aval » (283 ha), couvrant 25 communes dont une dans la Haute-Garonne et 24 dans les Hautes-Pyrénées[28] ;
- les « tourbières, boisements riverains et bocage humide du Lavet » (873 ha), couvrant 9 communes dont six dans la Haute-Garonne et trois dans les Hautes-Pyrénées[29] ;

et trois ZNIEFF de type 2, :
- l'« Amont des bassins de la Louge, de la Save, du Lavet et de la Noue et landes orientales du Lannemezan » (5 833 ha), couvrant 18 communes dont 14 dans la Haute-Garonne et quatre dans les Hautes-Pyrénées[30] ;
- « Garonne amont, Pique et Neste » (1 788 ha), couvrant 112 communes dont 42 dans la Haute-Garonne et 70 dans les Hautes-Pyrénées[31] ;
- « la Garonne et milieux riverains, en aval de Montréjeau » (6 874 ha), couvrant 93 communes dont 64 dans la Haute-Garonne, trois en Lot-et-Garonne et 26 en Tarn-et-Garonne[32].

## Urbanisme

### Typologie
Au 1er janvier 2024, Montréjeau est catégorisée bourg rural, selon la nouvelle grille communale de densité à sept niveaux définie par l'Insee en 2022.
Elle appartient à l'unité urbaine de Montréjeau, une agglomération inter-départementale regroupant cinq  communes, dont elle est ville-centre,,. Par ailleurs la commune fait partie de l'aire d'attraction de Saint-Gaudens, dont elle est une commune de la couronne,. Cette aire, qui regroupe 85 communes, est catégorisée dans les aires de moins de 50 000 habitants,.

### Occupation des sols

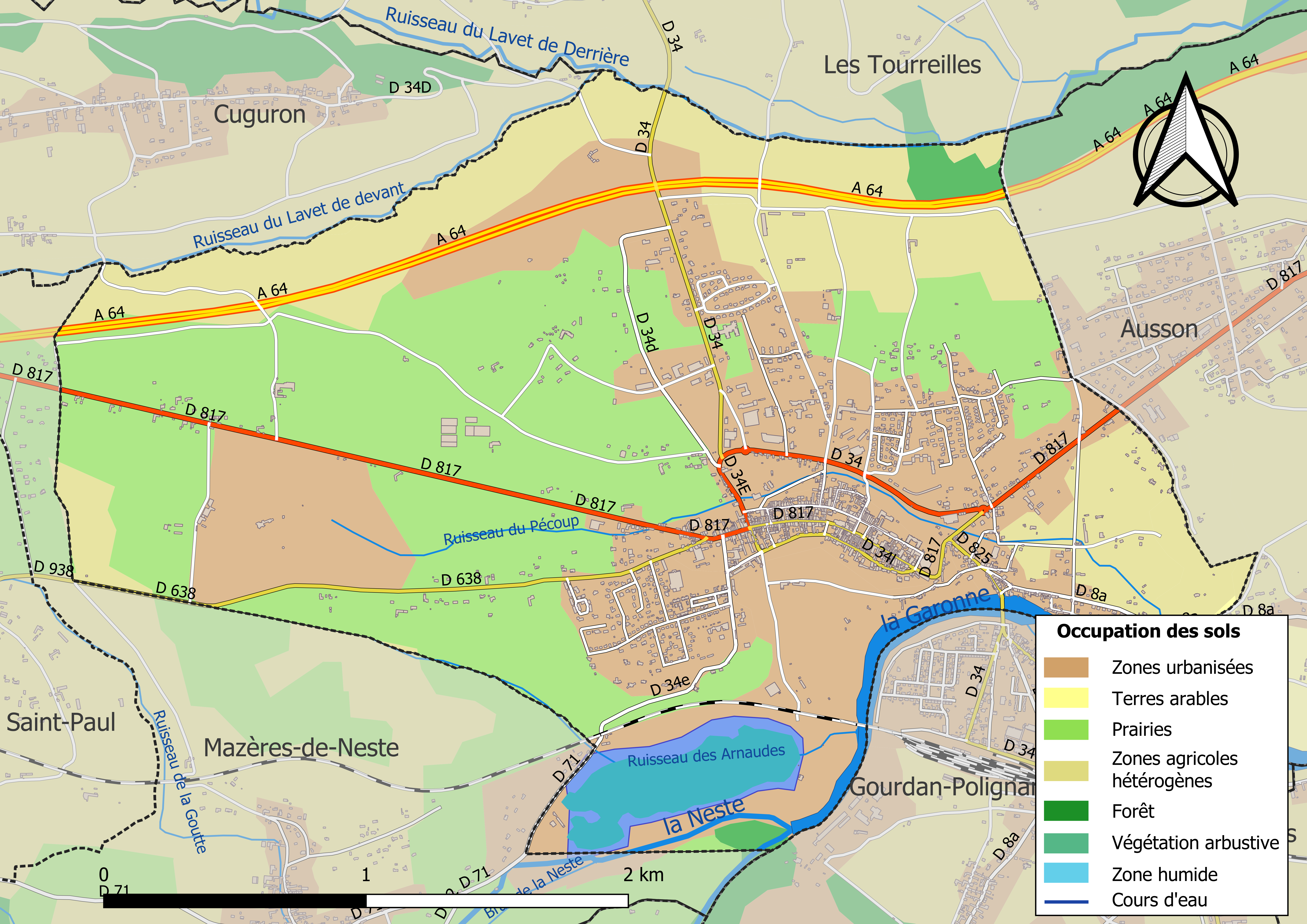
Carte des infrastructures et de l'occupation des sols de la commune en 2018 (CLC).

L'occupation des sols de la commune, telle qu'elle ressort de la base de données européenne d’occupation biophysique des sols Corine Land Cover (CLC), est marquée par l'importance des territoires agricoles (54,9 % en 2018), en diminution par rapport à 1990 (66,8 %). La répartition détaillée en 2018 est la suivante :
prairies (33,5 %), zones urbanisées (24,2 %), zones agricoles hétérogènes (21,4 %), espaces verts artificialisés, non agricoles (12,1 %), zones industrielles ou commerciales et réseaux de communication (4,1 %), eaux continentales (3,4 %), forêts (1,1 %), milieux à végétation arbustive et/ou herbacée (0,1 %).
L'IGN met par ailleurs à disposition un outil en ligne permettant de comparer l’évolution dans le temps de l’occupation des sols de la commune (ou de territoires à des échelles différentes). Plusieurs époques sont accessibles sous forme de cartes ou photos aériennes : la carte de Cassini (XVIIIe siècle), la carte d'état-major (1820-1866) et la période actuelle (1950 à aujourd'hui).

### Voies de communication et transports

#### Trains et lignes SNCF
Ligne Toulouse-Bayonne (via Tarbes et Pau) : Intercités (desserte restaurée en décembre 2019, mais avec correspondance ; TER Occitanie. 
Ligne de Montréjeau - Gourdan-Polignan à Luchon : TER Occitanie par la gare de Montréjeau - Gourdan-Polignan ; avec des trains directs de Paris à Bagnères-de-Luchon. 
La ligne SNCF Montréjeau-Luchon avait fermé en novembre 2014 ; après plusieurs mois de travaux, la remise en service des 36 km de ligne (voyage inaugural) est prévue pour le 22 juin 2025.

#### Routes et autoroutes
Routes : nationale 117, autoroute A64 sortie  17.
Autobus pour Saint-Gaudens, Bagnères-de-Luchon, Tarbes et l'Espagne.

#### Aéroports
Deux aéroports sont accessibles directement par autoroute A64 :  l'aéroport Tarbes-Lourdes-Pyrénées (65 km) et l'aéroport de Toulouse-Blagnac (110 km).

### Risques majeurs
Le territoire de la commune de Montréjeau est vulnérable à différents aléas naturels : météorologiques (tempête, orage, neige, grand froid, canicule ou sécheresse), inondations et séisme (sismicité modérée). Il est également exposé à un risque technologique, la rupture d'un barrage, et à un risque particulier : le risque de radon. Un site publié par le BRGM permet d'évaluer simplement et rapidement les risques d'un bien localisé soit par son adresse soit par le numéro de sa parcelle.

#### Risques naturels
Certaines parties du territoire communal sont susceptibles d’être affectées par le risque d’inondation par débordement de cours d'eau, notamment le Neste et le ruisseau du Lavet de Derrière. La commune a été reconnue en état de catastrophe naturelle au titre des dommages causés par les inondations et coulées de boue survenues en 1982, 1999, 2009, 2013 et 2022,.

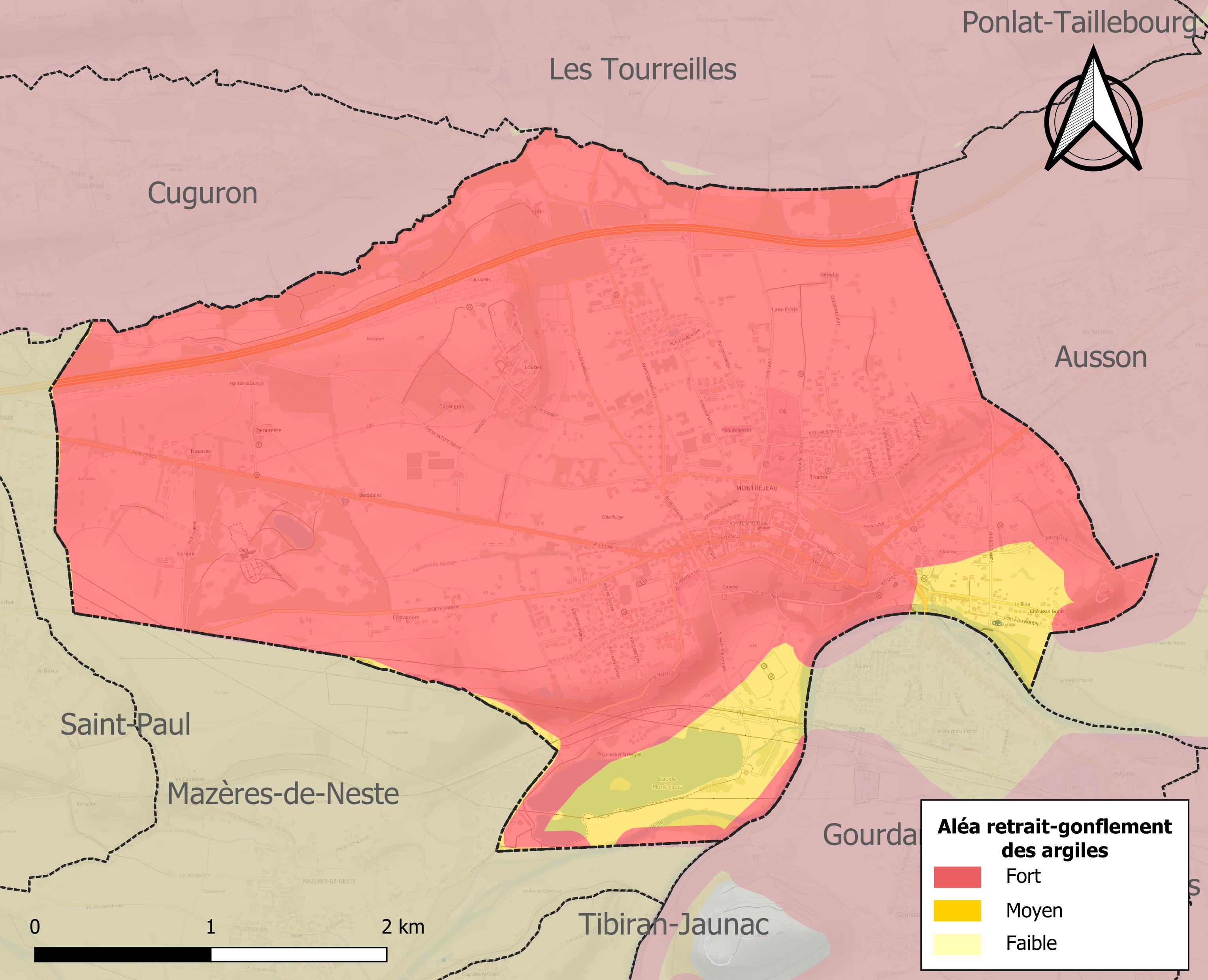
Carte des zones d'aléa retrait-gonflement des sols argileux de Montréjeau.

Le retrait-gonflement des sols argileux est susceptible d'engendrer des dommages importants aux bâtiments en cas d’alternance de périodes de sécheresse et de pluie. La totalité de la commune est en aléa moyen ou fort (88,8 % au niveau départemental et 48,5 % au niveau national). Sur les 1 100 bâtiments dénombrés sur la commune en 2019, 1 100 sont en aléa moyen ou fort, soit 100 %, à comparer aux 98 % au niveau départemental et 54 % au niveau national. Une cartographie de l'exposition du territoire national au retrait gonflement des sols argileux est disponible sur le site du BRGM,.
Par ailleurs, afin de mieux appréhender le risque d’affaissement de terrain, l'inventaire national des cavités souterraines permet de localiser celles situées sur la commune.
Concernant les mouvements de terrains, la commune a été reconnue en état de catastrophe naturelle au titre des dommages causés par la sécheresse en 1989 et 2003 et par des mouvements de terrain en 1999.

#### Risques technologiques
La commune est en outre située en aval des barrages du Portillon, de Cap de Long (Hautes-Pyrénées) et de l'Oule (Hautes-Pyrénées). À ce titre elle est susceptible d’être touchée par l’onde de submersion consécutive à la rupture d'un de ces ouvrages.

#### Risque particulier
Dans plusieurs parties du territoire national, le radon, accumulé dans certains logements ou autres locaux, peut constituer une source significative d’exposition de la population aux rayonnements ionisants. Certaines communes du département sont concernées par le risque radon à un niveau plus ou moins élevé. Selon la classification de 2018, la commune de Montréjeau est classée en zone 2, à savoir zone à potentiel radon faible mais sur lesquelles des facteurs géologiques particuliers peuvent faciliter le transfert du radon vers les bâtiments.

## Toponymie
Montréjeau est la francisation de l'occitan gascon : Mont Rejau qui veut dire « Mont-Royal ».
- Étymologie, le mont du Roi de Rivière du latin « Mons Regalis de Ripparia ».

## Histoire
La bastide de Montréjeau est née du traité de paréage (association de plusieurs seigneurs) entre Eugène de Beaumarchais, sénéchal du roi de France Philippe III le Hardi, et Arnaud d'Espagne-Montespan, vicomte de Couserans, conclu en 1272 au château de Montespan. Cette fondation s'inscrit dans la politique d'expansion de l'autorité royale dans le sud de la France, avec la réunion du comté de Toulouse au domaine royal (1271). Pour Arnaud d'Espagne-Montespan, il s'agit d'établir une place forte au cœur de ses possessions.
La position du site présente de nombreux avantages. Proche de la cité épiscopale de Saint-Bertrand, au confluent de la Neste et de la Garonne, Montréjeau commande aussi la route d'Espagne. La ville est construite selon le modèle ordinaire des bastides, c'est-à-dire un quadrilatère doté d'un place centrale entourée d'arceaux, sur laquelle s'élève une halle (disparue en 1944), et organisé selon un plan en damier. L'ensemble est doté de murs d'enceinte, percés de quatre portes (le clocher de l'église Saint-Jean-Baptiste est un vestige de la porte Saint-Jean). Une première église est située à l'emplacement de l'actuelle église Saint-Jean-Baptiste. Montréjeau est en outre rapidement dotée d'un couvent de frères Augustins.
Dès le XIVe siècle, la cité joue un rôle économique majeur au sein de la région en raison de sa situation géographique avantageuse. Cet essor est favorisé par la construction d'un pont sur la Garonne permettant de relier la ville aux vallées de la Barousse et du Luchonnais. La cité se développe alors à l'extérieur de ses murailles, avec le faubourg du Barry au sud, et autour de la chapelle Sainte-Barbe (aujourd'hui détruite) au nord.
De 1469 à 1790, Montréjeau fait partie du pays d'élection de Rivière-Verdun.
À la mort de Roger IV d'Espagne-Montespan (1555), la co-seigneurie passe à la maison de Pardaillan de Gondrin. Le Comminges connaît à cette époque une succession d'épreuves. En 1563, la peste entraîne la construction d'un lazaret à l'extérieur de la ville, actuel manoir de Sarrieu, afin d'accueillir les malades. Durant les guerres de Religion, la ville reste fidèle au roi et à la foi catholique. Mais elle est occupée en 1569 par le chef protestant Montgoméry. Lors de la Fronde, deux bataillons du prince de Condé demeurent dans la cité (1647). Les malheurs du temps n'empêchent pas un certain essor culturel grâce à Bertrand Larade, poète occitan, auteur de La Margalide gasconne (1604), œuvre dans laquelle il chante son amour pour une jeune montréjeaulaise.
Au XVIIIe siècle, sous l'action de l'intendant Antoine Mégret d'Étigny, Montréjeau se transforme. Les rues sont élargies et les remparts disparaissent. Marc-François de Lassus, contrôleur-général des marbres du roi, y fait bâtir un somptueux hôtel. La ville s'ouvre sur l'extérieur avec la création de la route de Luchon.
Durant la Révolution française, Montréjeau est le théâtre d'une bataille. Le 20 août 1799, une insurrection royaliste est écrasée aux portes de la ville. Deux montréjeaulais émergent de cette période, Dominique Lacombe, évêque constitutionnel de Bordeaux (1797 - 1801), et le général d'Empire Pierre de Pelleport.
Au cours du XIXe siècle, la cité se dote de structures modernes. Un pont en pierre est construit sur la Garonne en 1825, puis avec l'arrivée du chemin de fer, Gustave Eiffel édifie le pont ferroviaire de Sarrieu (1878). Enfin, entre 1893 et 1899, le baron Bertrand de Lassus fait construire par l'architecte Louis Garros le château de Valmirande, inspiré du château de Chambord, et doté d'un vaste parc dessiné par les paysagistes Denis et Eugène Bühler.

## Politique et administration

### Administration municipale
Le nombre d'habitants au recensement de 2017 étant compris entre 2 500 habitants et 3 499 habitants, le nombre de membres du conseil municipal pour l'élection de 2020 est de vingt-trois,.

### Rattachements administratifs et électoraux
Commune faisant partie de la huitième circonscription de la Haute-Garonne, de la communauté de communes Cœur et Coteaux du Comminges et du canton de Saint-Gaudens (avant le redécoupage départemental de 2014, Montréjeau était le chef-lieu de l'ex-canton de Montréjeau). Avant le 1er janvier 2017, elle faisait partie de la communauté de communes Nébouzan-Rivière-Verdun. La commune est également membre du SIVOM de Saint-Gaudens Montréjeau Aspet Magnoac.

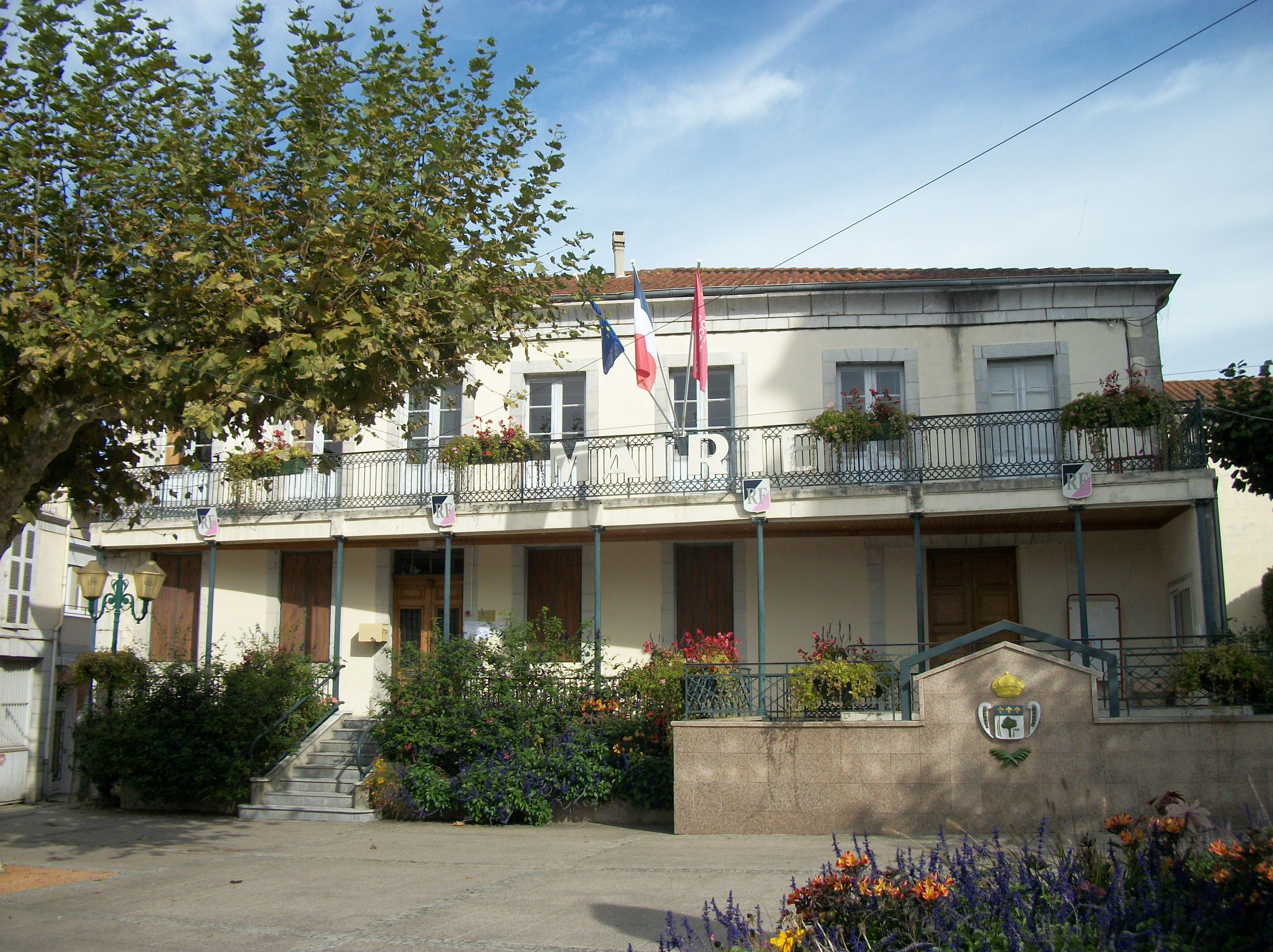
La mairie.

## Population et société

### Démographie
| 1793  | 1800  | 1806  | 1821  | 1831  | 1836  | 1841  | 1846  | 1851  |
| ----- | ----- | ----- | ----- | ----- | ----- | ----- | ----- | ----- |
| 2 193 | 2 041 | 2 150 | 2 487 | 2 991 | 3 034 | 3 081 | 3 466 | 3 466 |

| 1856  | 1861  | 1866  | 1872  | 1876  | 1881  | 1886  | 1896  | 1901  |
| ----- | ----- | ----- | ----- | ----- | ----- | ----- | ----- | ----- |
| 3 914 | 3 680 | 3 832 | 3 682 | 3 081 | 2 992 | 3 141 | 2 679 | 2 618 |

| 1906  | 1911  | 1921  | 1926  | 1931  | 1936  | 1946  | 1954  | 1962  |
| ----- | ----- | ----- | ----- | ----- | ----- | ----- | ----- | ----- |
| 2 724 | 2 632 | 2 539 | 2 551 | 2 901 | 3 008 | 3 071 | 3 106 | 3 149 |

| 1968  | 1975  | 1982  | 1990  | 1999  | 2006  | 2008  | 2013  | 2018  |
| ----- | ----- | ----- | ----- | ----- | ----- | ----- | ----- | ----- |
| 3 700 | 3 473 | 3 161 | 2 857 | 2 577 | 2 706 | 2 738 | 2 870 | 2 763 |

| 2022  | - | - | - | - | - | - | - | - |
| ----- | - | - | - | - | - | - | - | - |
| 2 676 | - | - | - | - | - | - | - | - |

| selon la population municipale des années : | 1968 | 1975 | 1982 | 1990 | 1999 | 2006 | 2009 | 2013 |
| Rang de la commune dans le département      | 15   | 21   | 33   | 47   | 63   | 67   | 70   | 71   |
| Nombre de communes du département           | 592  | 582  | 586  | 588  | 588  | 588  | 589  | 589  |

En 1875, la commune cède 60 % de son territoire et un peu plus de 700 habitants à l'occasion de la création de la commune des Tourreilles.

### Enseignement
- Le complexe éducatif Bertrand Laralde accueille les enfants de la maternelle à la troisième.
- Le couvent Sainte-Germaine accueille les enfants de la maternelle au CM2.
- Les études peuvent être poursuivies au lycée technologique et professionnel Paul Mathou de Gourdan-Polignan ou au lycée de Bagatelle de Saint-Gaudens.
- Pour les autres filières, Toulouse offre de nombreuses possibilités.

### Sports

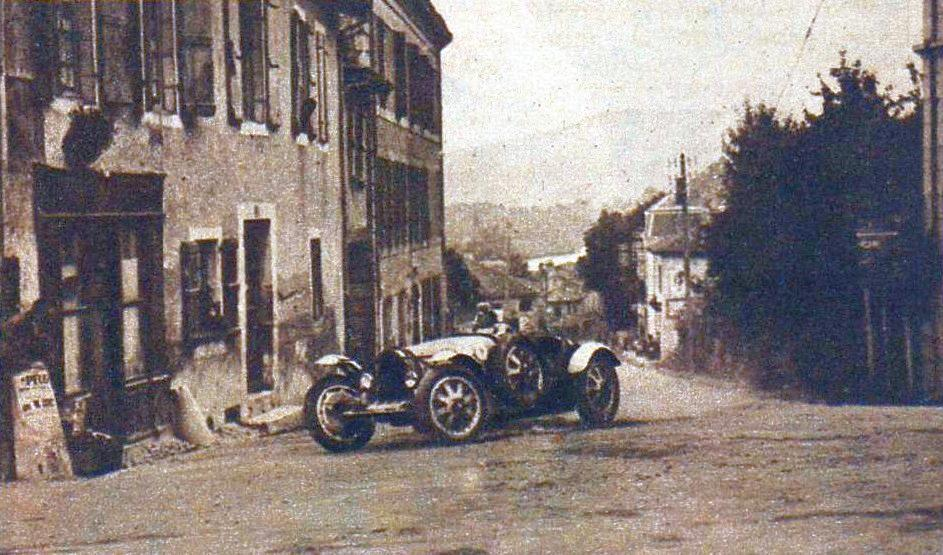
William Grover-Williams à Montréjeau, et victorieux du Grand Prix automobile de France 1928 (du Comminges), sur Bugatti Type 35C.

- Club d'arts martiaux, club de basket le Montréjeau Pyrénées Basket, club de boxe, club de cyclisme, club de colombophilie, club de gymnastique, club de modélisme, club de tarot et bridge, club de tennis.
- Club de rugby à XV, l'Union sportive Montréjeau Gourdan Polignan, évoluant dans le Championnat de France Honneur de rugby à XV. Le club a été promu en première division en 1960 mais la FFR l'a remplacé par Limoges au nom d'une meilleure répartition géographique[59].
- Parcours de golf de 9 trous avec practice et club house, courts de tennis couverts et plein air, pêche.
- Base de loisirs du plan d'eau (aire de jeux, parcours santé, pédalos, skatepark, stade).

### Culture

#### Associations culturelles
- Les chanteurs du Mont-Royal
- Les troubadours du Mont-Royal
- Maison des jeunes et de la culture

#### Événement et culture
- Festival de bandas : juillet
- Exposition de peinture : août
- Festival folklorique international : semaine du 15 août
- Fête foraine de Pâques
- Grand marché à l'ancienne : le dernier dimanche de juillet et toute l'année le lundi matin

### Écologie et recyclage
La station d'épuration a été réhabilitée en 2015,,.

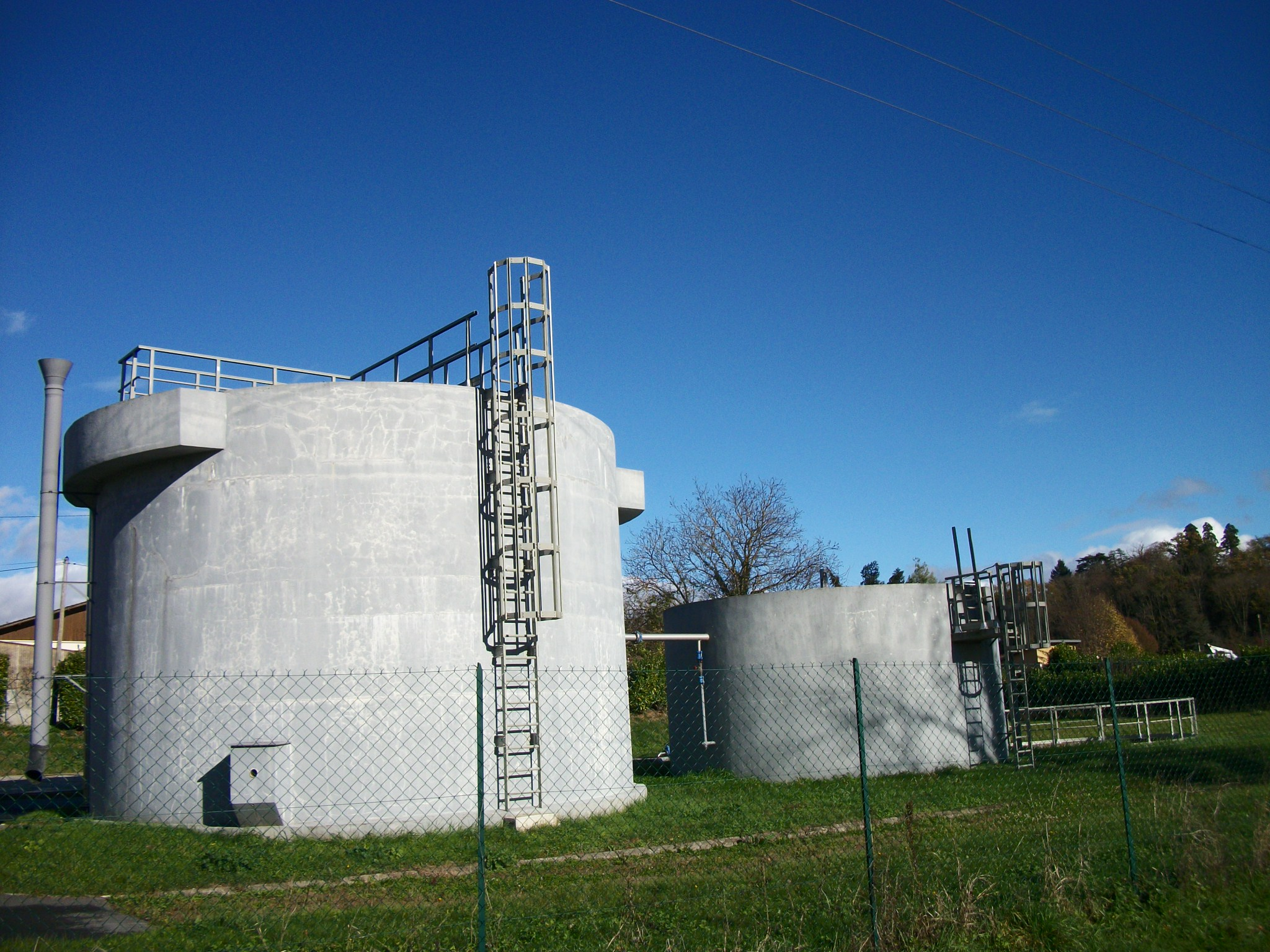
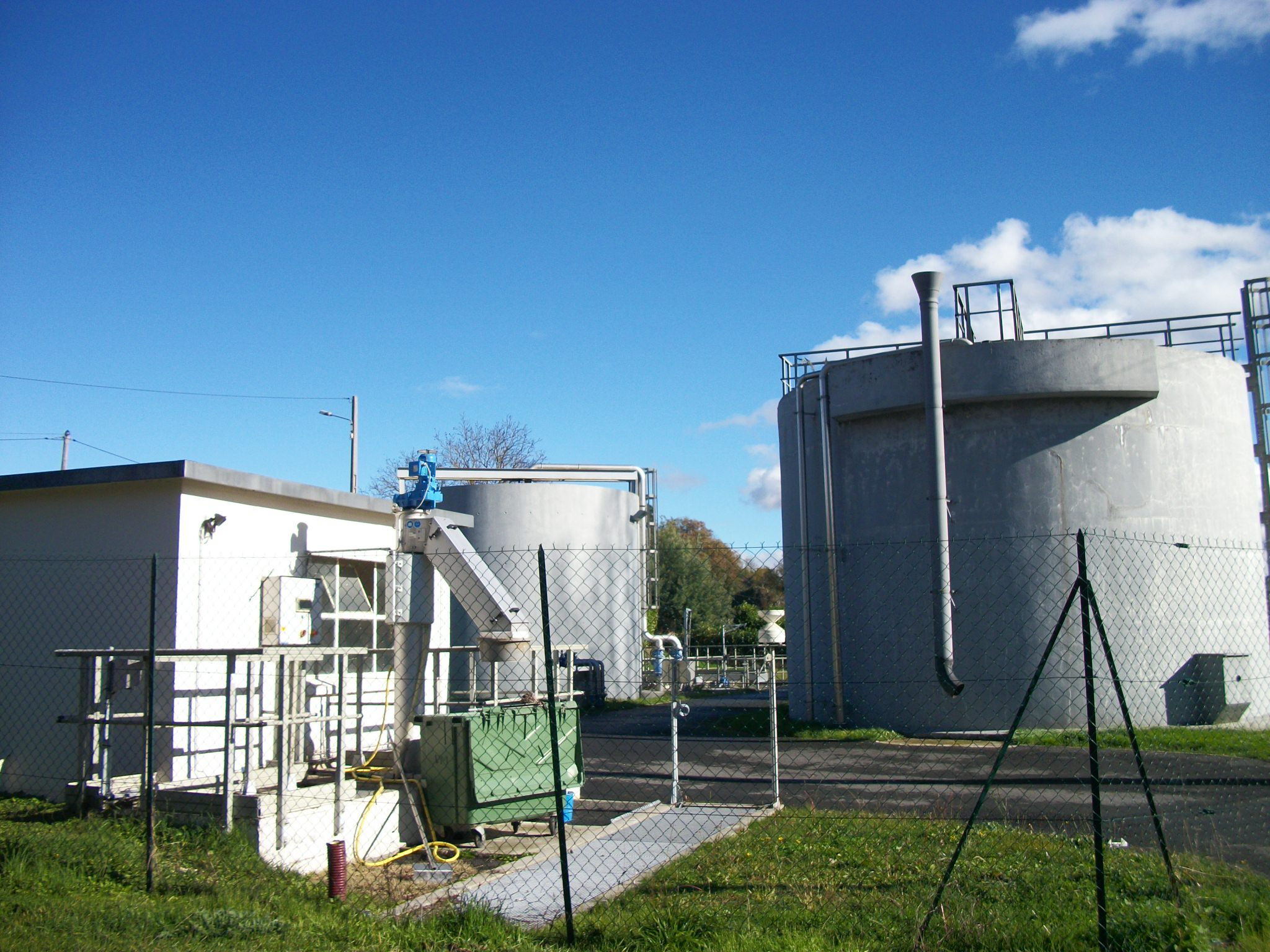

## Économie

### Revenus
En 2018 (données Insee publiées en septembre 2021), la commune compte 1 336 ménages fiscaux, regroupant 2 491 personnes. La médiane du revenu disponible par unité de consommation est de 17 270 € (23 140 € dans le département). 34 % des ménages fiscaux sont imposés (55,3 % dans le département).

### Emploi
|                | 2008   | 2013   | 2018  |
| -------------- | ------ | ------ | ----- |
| Commune        | 13,9 % | 16,8 % | 17 %  |
| Département    | 7,7 %  | 9,6 %  | 9,3 % |
| France entière | 8,3 %  | 10 %   | 10 %  |

En 2018, la population âgée de 15 à 64 ans s'élève à 1 522 personnes, parmi lesquelles on compte 69,9 % d'actifs (52,9 % ayant un emploi et 17 % de chômeurs) et 30,1 % d'inactifs,. Depuis 2008, le taux de chômage communal (au sens du recensement) des 15-64 ans est supérieur à celui de la France et du département.
La commune fait partie de la couronne de l'aire d'attraction de Saint-Gaudens, du fait qu'au moins 15 % des actifs travaillent dans le pôle,. Elle compte 1 162 emplois en 2018, contre 1 153 en 2013 et 1 272 en 2008. Le nombre d'actifs ayant un emploi résidant dans la commune est de 829, soit un indicateur de concentration d'emploi de 140,1 % et un taux d'activité parmi les 15 ans ou plus de 46,2 %.
Sur ces 829 actifs de 15 ans ou plus ayant un emploi, 291 travaillent dans la commune, soit 35 % des habitants. Pour se rendre au travail, 81,8 % des habitants utilisent un véhicule personnel ou de fonction à quatre roues, 3,3 % les transports en commun, 10,1 % s'y rendent en deux-roues, à vélo ou à pied et 4,8 % n'ont pas besoin de transport (travail au domicile).

### Activités hors agriculture

#### Secteurs d'activités
299 établissements sont implantés à Montréjeau au 31 décembre 2019. Le tableau ci-dessous en détaille le nombre par secteur d'activité et compare les ratios avec ceux du département,.
| Secteur d'activité                                                                                        | Commune | Commune | Département |
| Secteur d'activité                                                                                        | Nombre  | %       | %           |
| --- | ------- | ------- | ----------- |
| Ensemble                                                                                                  | 299     | 100 %   | (100 %)     |
| Industrie manufacturière, industries extractives et autres                                                | 24      | 8 %     | (5,7 %)     |
| Construction                                                                                              | 27      | 9 %     | (12 %)      |
| Commerce de gros et de détail, transports, hébergement et restauration                                    | 87      | 29,1 %  | (25,9 %)    |
| Information et communication                                                                              | 5       | 1,7 %   | (4,1 %)     |
| Activités financières et d'assurance                                                                      | 14      | 4,7 %   | (3,8 %)     |
| Activités immobilières                                                                                    | 10      | 3,3 %   | (4,2 %)     |
| Activités spécialisées, scientifiques et techniques et activités de services administratifs et de soutien | 49      | 16,4 %  | (19,8 %)    |
| Administration publique, enseignement, santé humaine et action sociale                                    | 62      | 20,7 %  | (16,6 %)    |
| Autres activités de services                                                                              | 21      | 7 %     | (7,9 %)     |

Le secteur du commerce de gros et de détail, des transports, de l'hébergement et de la restauration est prépondérant sur la commune puisqu'il représente 29,1 % du nombre total d'établissements de la commune (87 sur les 299 entreprises implantées à Montréjeau), contre 25,9 % au niveau départemental.

#### Entreprises et commerces
Les cinq entreprises ayant leur siège social sur le territoire communal qui génèrent le plus de chiffre d'affaires en 2020 sont :
- Comminges Metaux Services, récupération de déchets triés (8 092 k€)
- Entreprise Gallart Bati-Comminges, construction d'autres bâtiments (4 511 k€)
- L'hermitage, hébergement social pour personnes âgées (3 742 k€)
- Entreprise Verdier, travaux de maçonnerie générale et gros œuvre de bâtiment (754 k€)
- SARL Les Fromagers Du Mont Royal, activités des sociétés holding (515 k€)

### Agriculture
|               | 1988 | 2000 | 2010 | 2020 |
| ------------- | ---- | ---- | ---- | ---- |
| Exploitations | 16   | 12   | 7    | 6    |
| SAU (ha)      | 317  | 313  | 335  | 483  |

La commune est dans les « Coteaux de Gascogne », une petite région agricole occupant une partie ouest du département de la Haute-Garonne, constitué d'un relief de cuestas et de vallées peu profondes, creusés par les rivières issues du massif pyrénéen, avec une activité de polyculture et d’élevage. En 2020, l'orientation technico-économique de l'agriculture  sur la commune est l'élevage de bovins, pour la viande. Six exploitations agricoles ayant leur siège dans la commune sont dénombrées lors du recensement agricole de 2020 (16 en 1988). La superficie agricole utilisée est de 483 ha,,.

## Culture locale et patrimoine

### Lieux et monuments
- Passerelle piétonne sur la Garonne reliant Gourdan-Polignan à Montréjeau via le Lac (construite entre 2018 et 2019, inaugurée le 4 octobre 2019)[67],[68],[69].
- Lac de Montréjeau

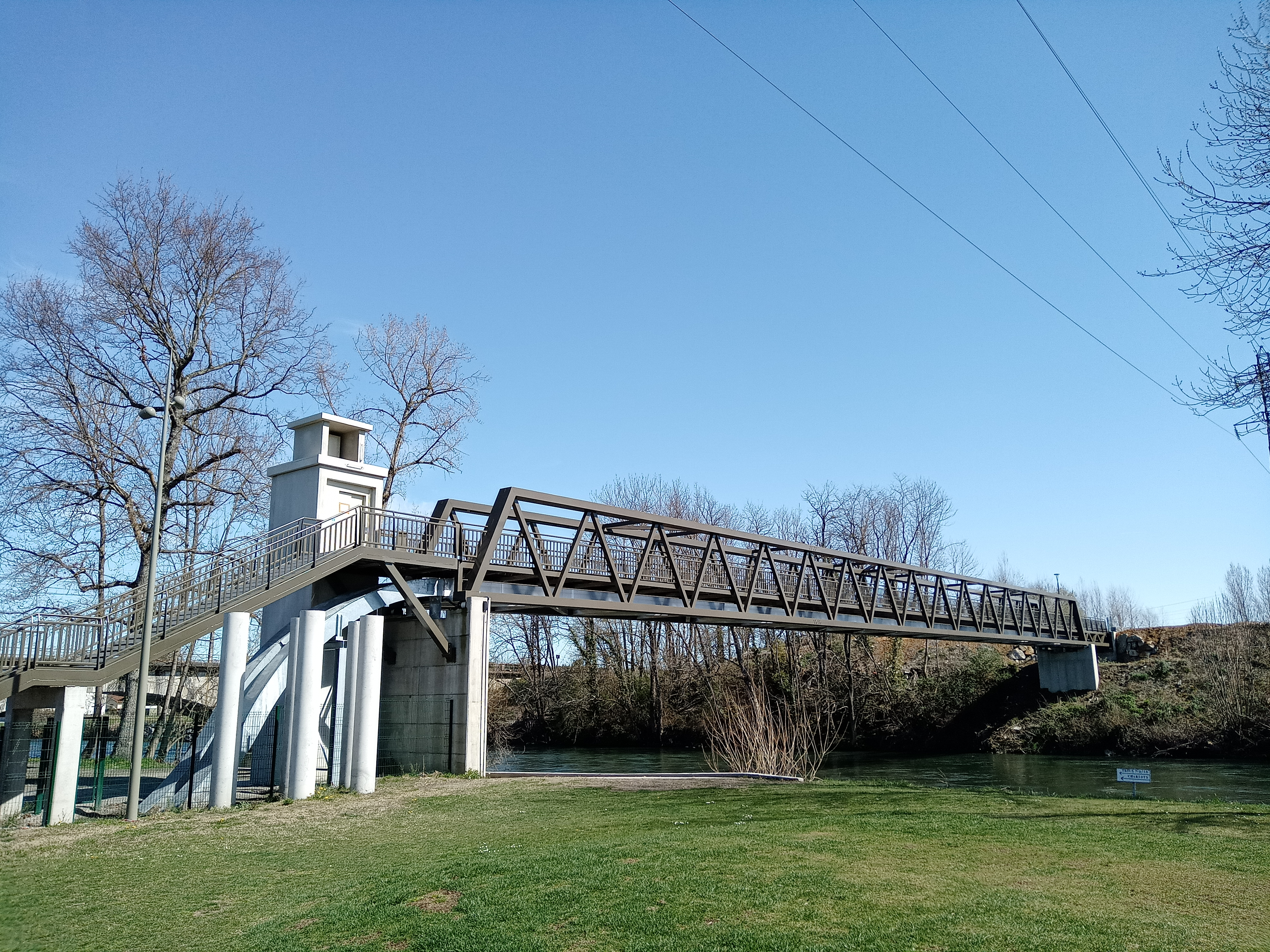
Passerelle piétonne reliant Gourdan-Polignan à Montréjeau
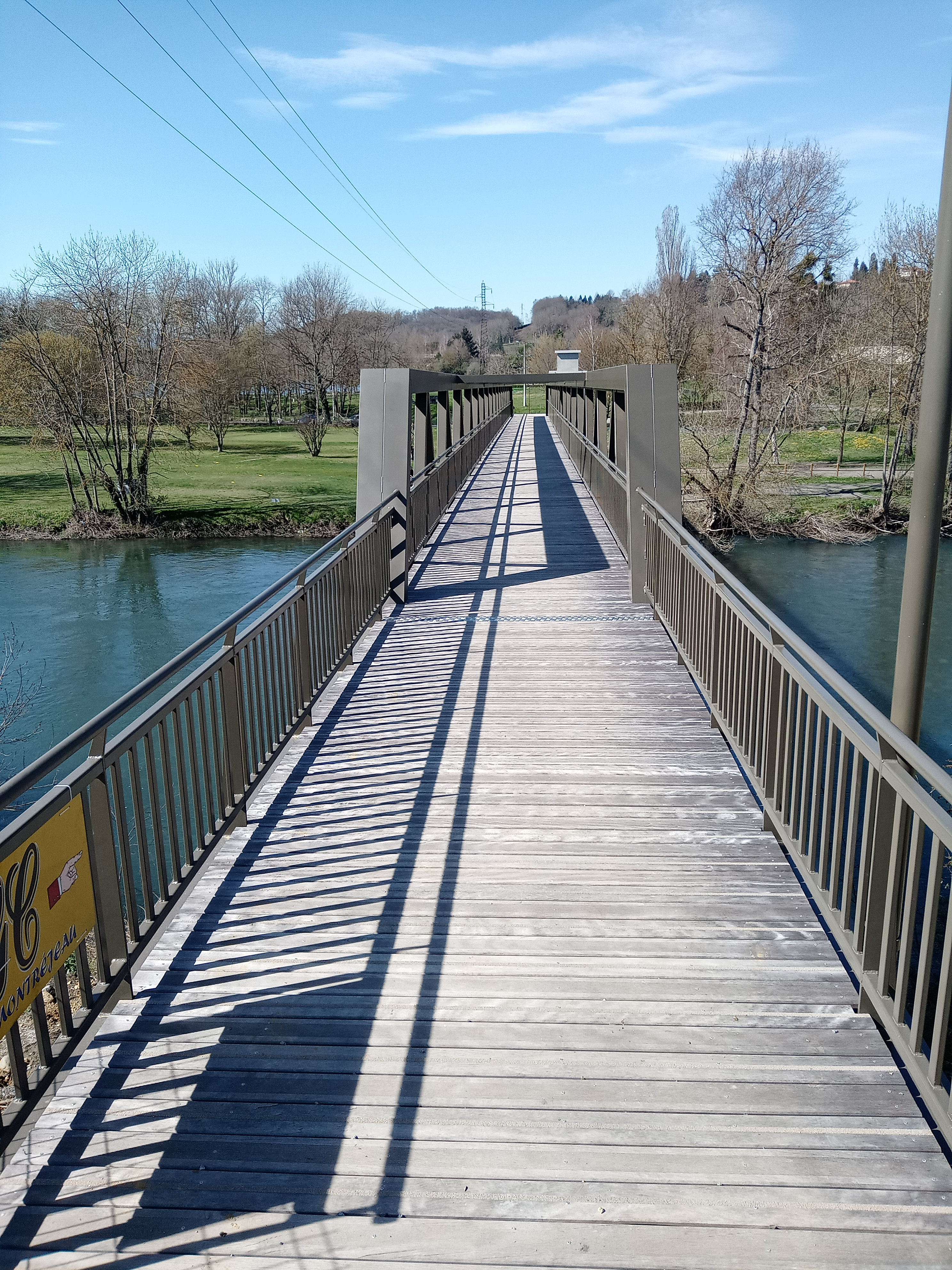
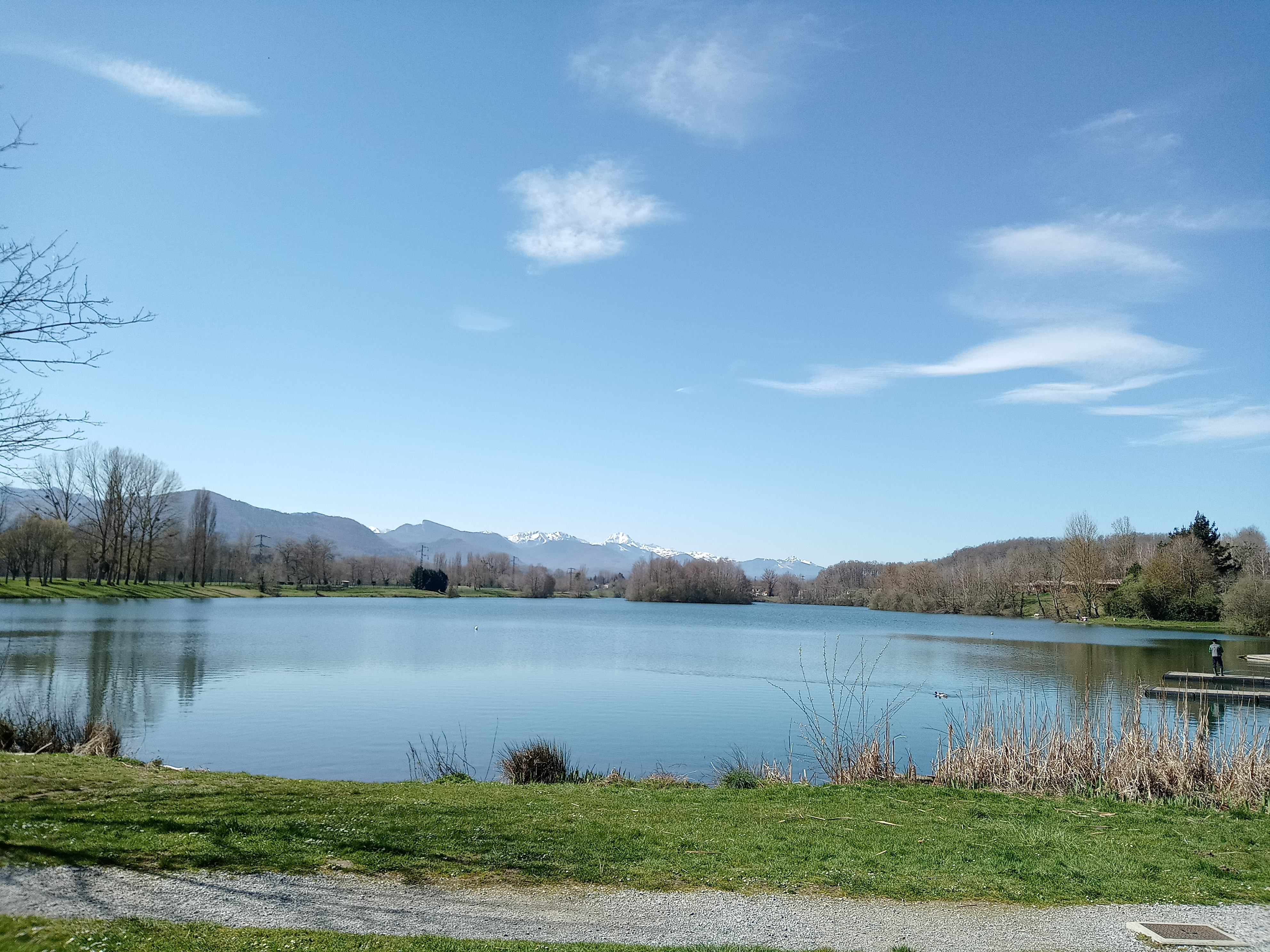
Lac de Montréjeau

#### Patrimoine sacré
- L'église Saint-Jean-Baptiste datant du XIIIe siècle est, au XVIIe siècle et XVIIIe siècle, dotée du clocher octogonal qui la caractérise aujourd'hui. Elle abrite des retables du XVIIIe siècle réalisés par Marc Ferrère. Les vitraux ont été réalisés par Henri Guérin.
- Croix monumentale de la crucifixion de Jésus et du Sacré-Coeur placé en face l'église.
- École et couvent Sainte-Germaine avec la chapelle Sainte-Germaine. Sur le legs d'un terrain appartenant au Baron de Lassus, la commune de Montréjeau demande alors à la Congrégation des sœurs du Saint Nom de Jésus de Toulouse de venir y installer une communauté de sœurs hospitalières permettant d'assurer l'éducation et l'instruction des enfants. La première pierre du couvent fut posée en 1842[70]. En 1885, la Congrégation est affiliée à l’ordre dominicain devenant ainsi la Congrégation des sœurs Dominicaines du Saint Nom de Jésus[70],[71].

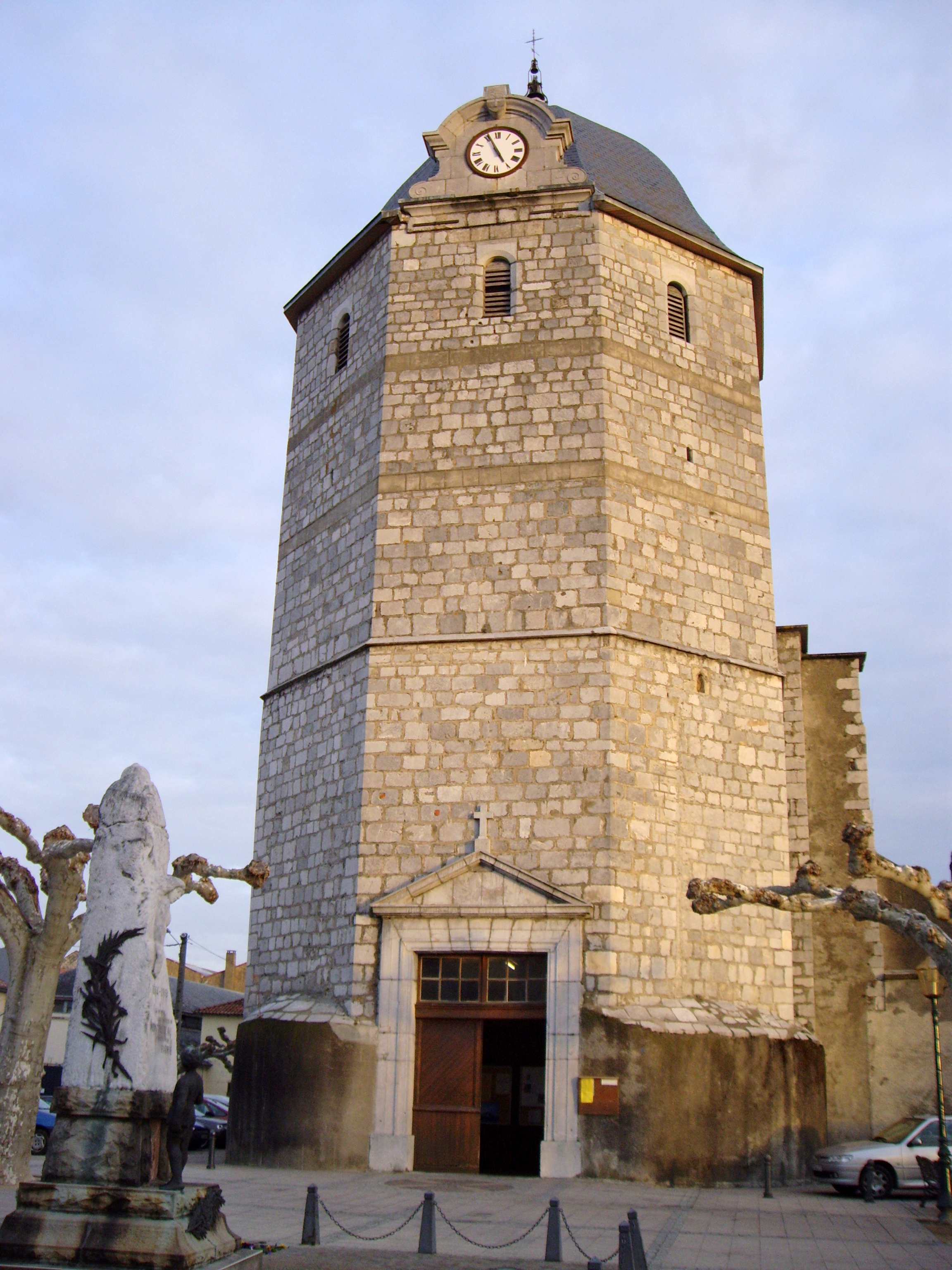
Église Saint-Jean-Baptiste.
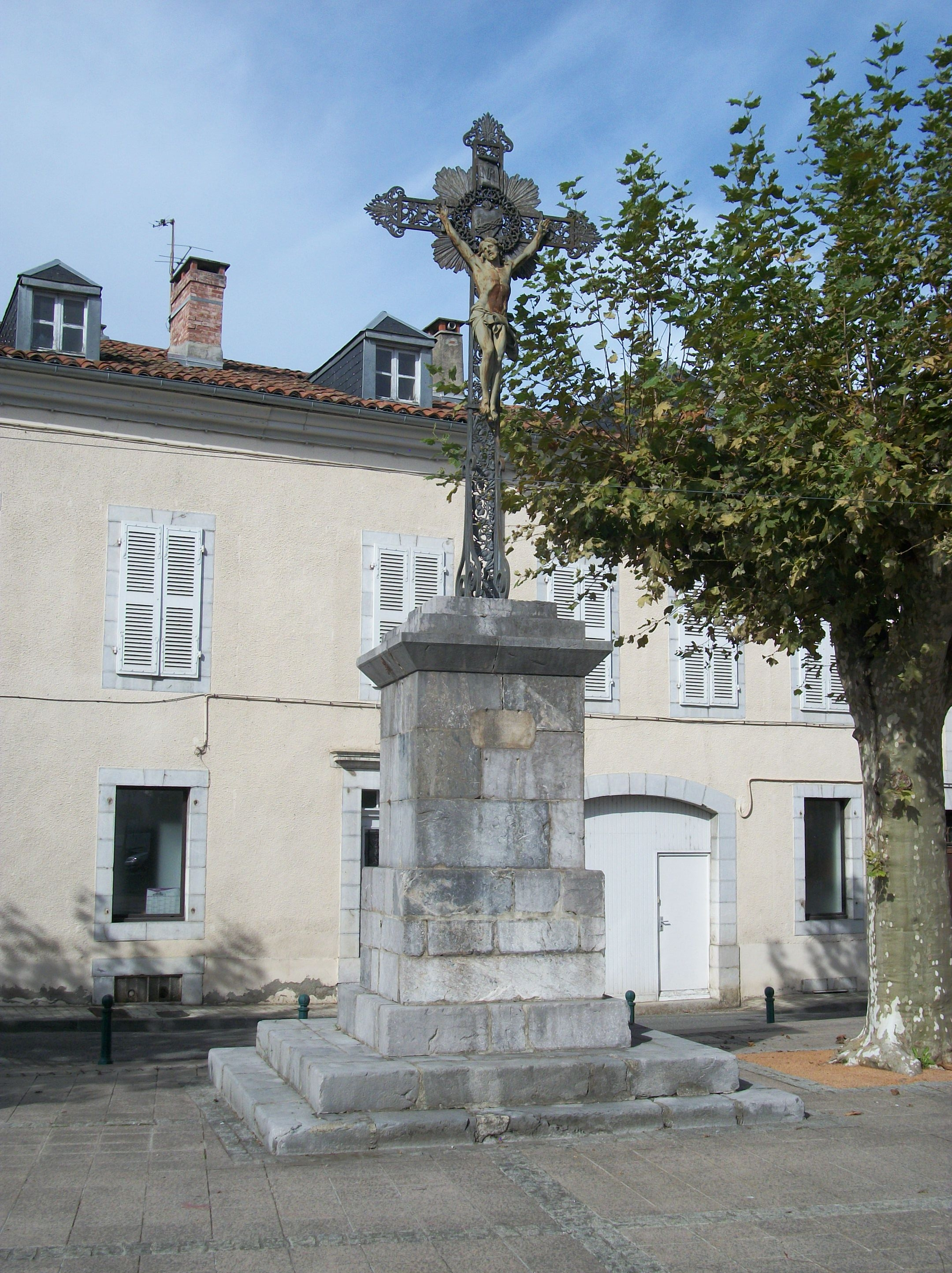
Croix monumentale de la crucifixion de Jésus et du Sacré-Coeur placée en face l'église.
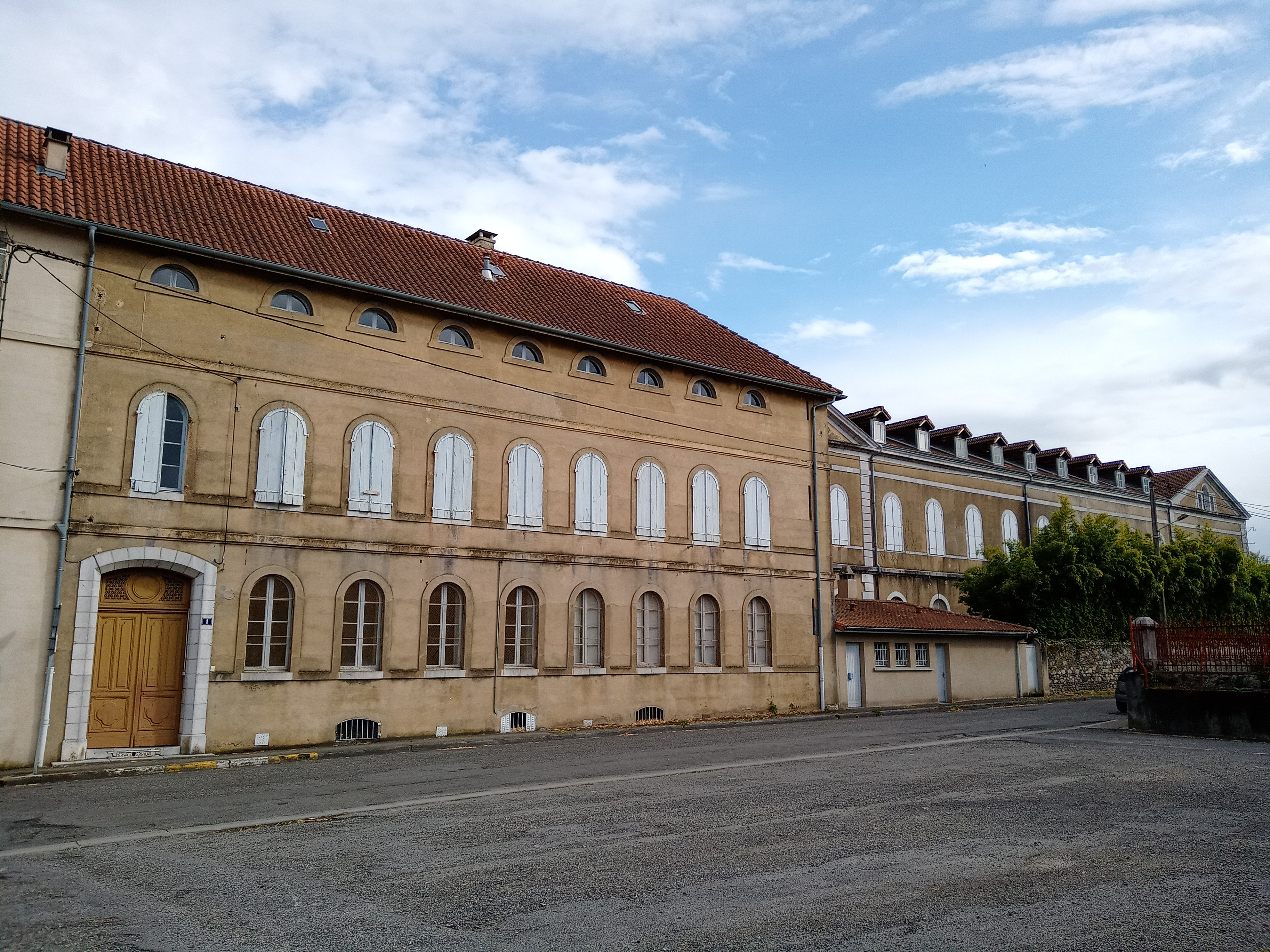
Extérieur du couvent Sainte-Germaine et de l'ancien collége et internat.
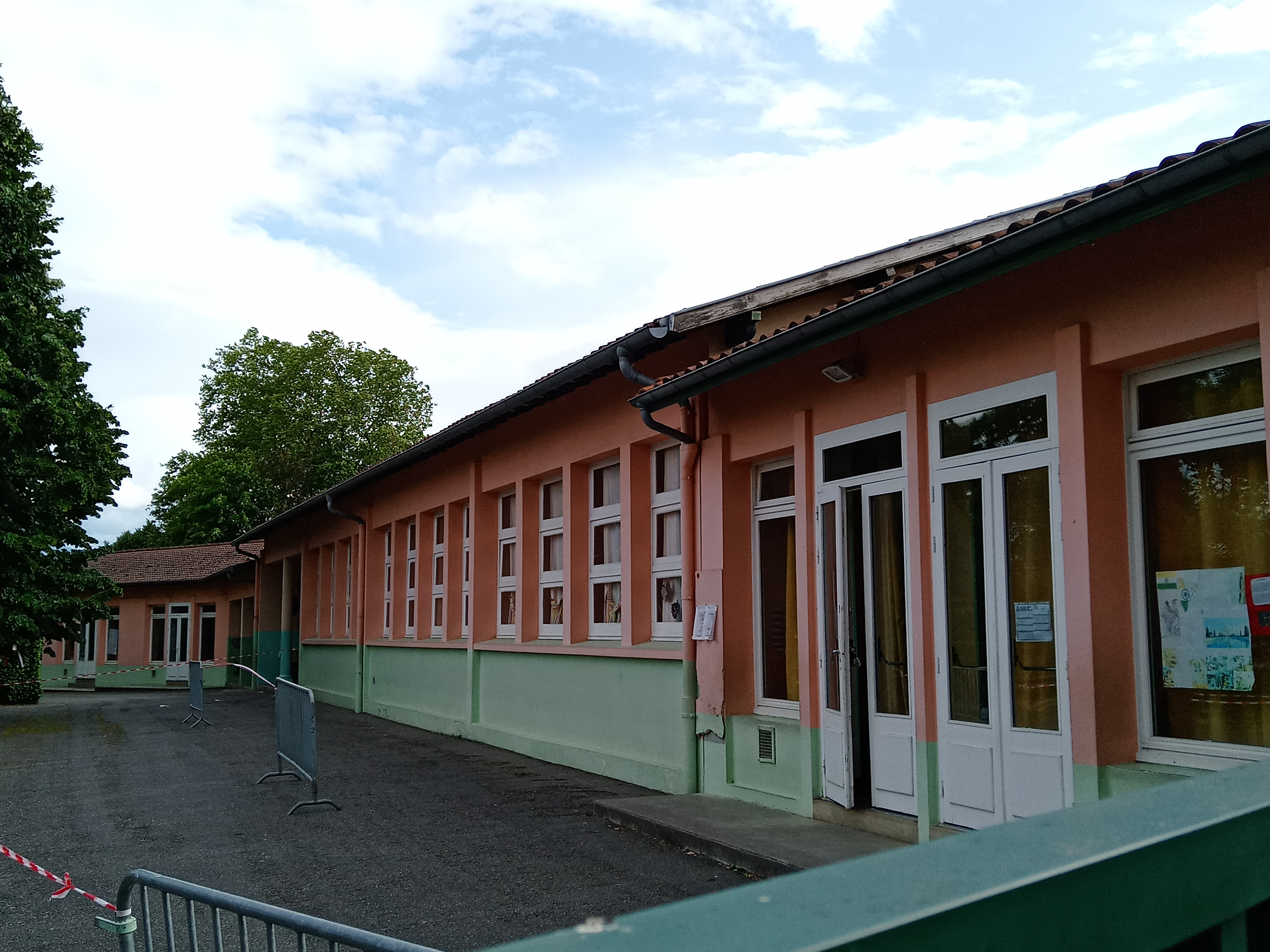
École Sainte-Germaine. Bâtiments de la maternelle et de l'école primaire.
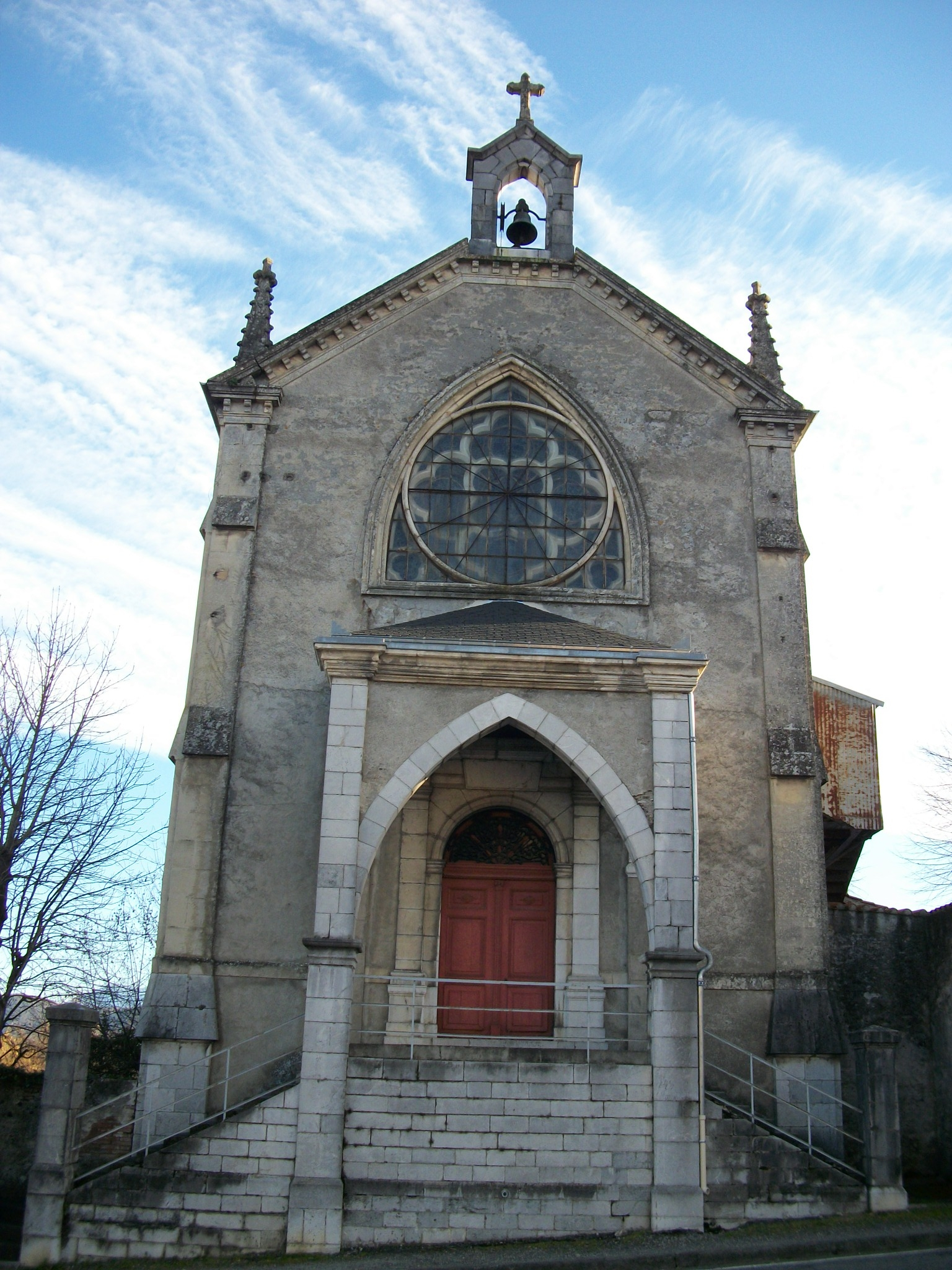
Chapelle Sainte-Germaine.

#### Patrimoine civil

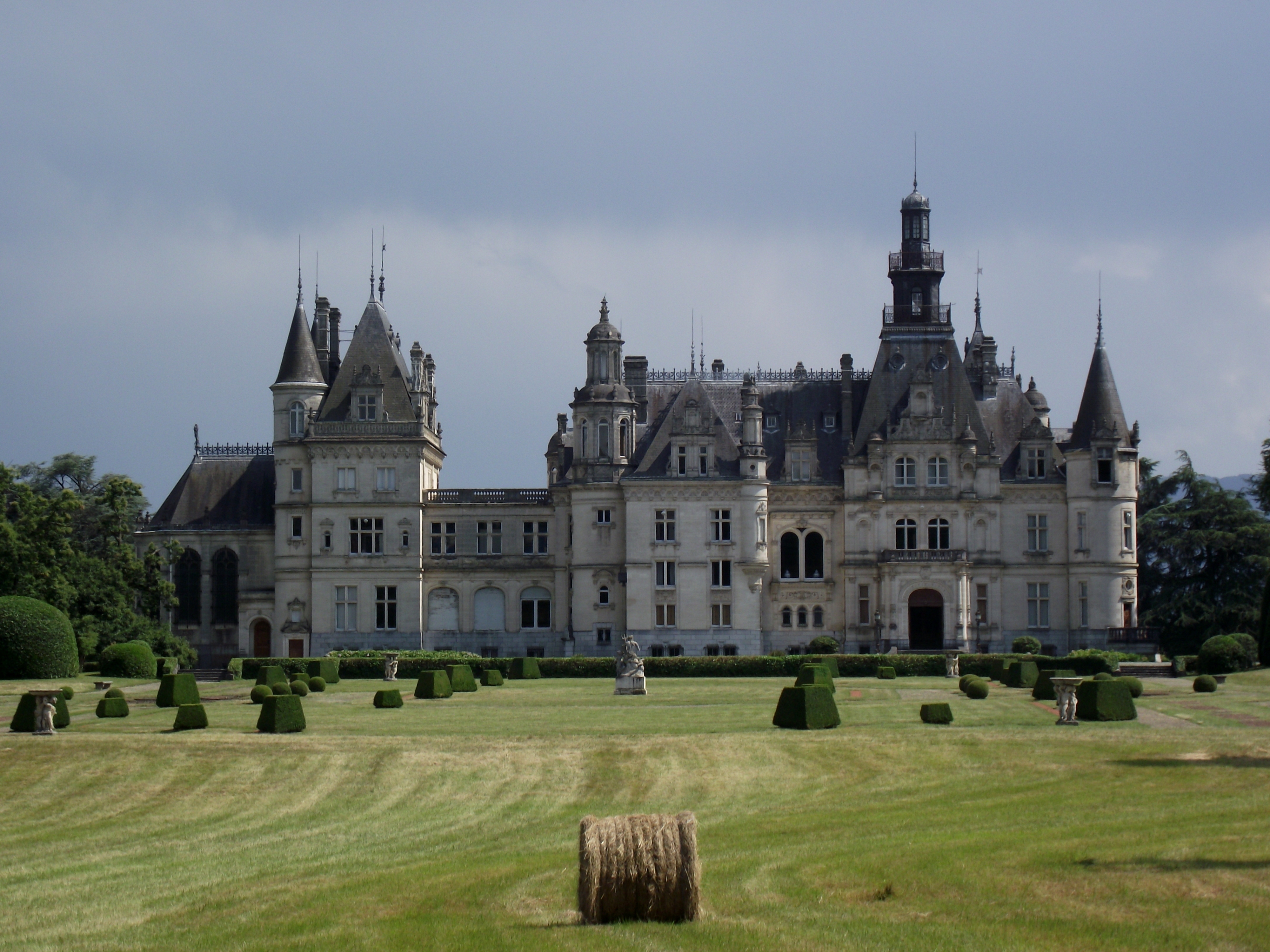
Château de Valmirande.

- Le château de Valmirande (Monument historique) a été édifié à la fin du XIXe siècle par le baron Bertrand de Lassus. Ses plans furent commandés à l'architecte bordelais Louis Garros. Le parc, figurant sur la liste des parcs et jardins remarquables, fut confié aux frères Bülher. Les parterres à la française sont dessinés par  René Édouard André.

- L'Hôtel de Lassus est classé monument historique depuis 2005[72], construit en 1760, c'était l'ancien hôtel particulier de la famille de Lassus qui préfèrera par la suite le Château de Valmirande en 1899. Le clocheton surplombant cet hôtel date du XVIIe siècle, il est composé en ardoise et en plomb, il pèse près de 5 tonnes[73]. L'Hôtel de Lassus est devenu le second pôle administratif du Comminges grâce à la volonté d'Éric Miquel, président de la Communauté de communes Nebouzan-Rivière-Verdun[74],[75].
- L'ancien hôtel du Parc est classé monument historique depuis 2005[76], il a été édifié dans la seconde moitié du XIXe siècle.
- La Halle Le Maresquier, inscrite monument historique en 2004 (Patrimoine du XXe siècle[77]) est construite en 1939 par l'architecte Noël Le Maresquier « à la proue » de la ville. Il s'agit d'une structure monumentale de béton armé et de verre.
- Le pont sur la Garonne de Gourdan-Polignan reliant Gourdan-Polignan franchissant la Garonne, est inscrit au titre des Monuments historiques depuis 1984. Il est répertorié dans la base Mérimée, base de données sur le patrimoine architectural français du ministère de la Culture, sous la référence PA00094346.
- L'orangerie de Lassus, inspirée du petit Trianon de Versailles[78],[79], fut édifiée par le Baron de Lassus fin XVIIe siècle, elle faisait partie de l'ancien Parc de l'Hôtel de Lassus devenu Séminaire à l'initiative du Maréchal Foch, l'Orangerie abrite aujourd'hui des espaces de réception, hôtelière, gastronomique et l'Espace muséal des traditions populaires en Comminges… Ancien cloître des Augustins.
- La chapelle du Séminaire fut construite en 1934, les vitraux ont été réalisés par le maître verrier Henri Guérin en 1962[78], elle est désacralisée depuis quelques années[80], elle a été transformée en salle de reception, d'exposition et a accueilli des concerts[79].

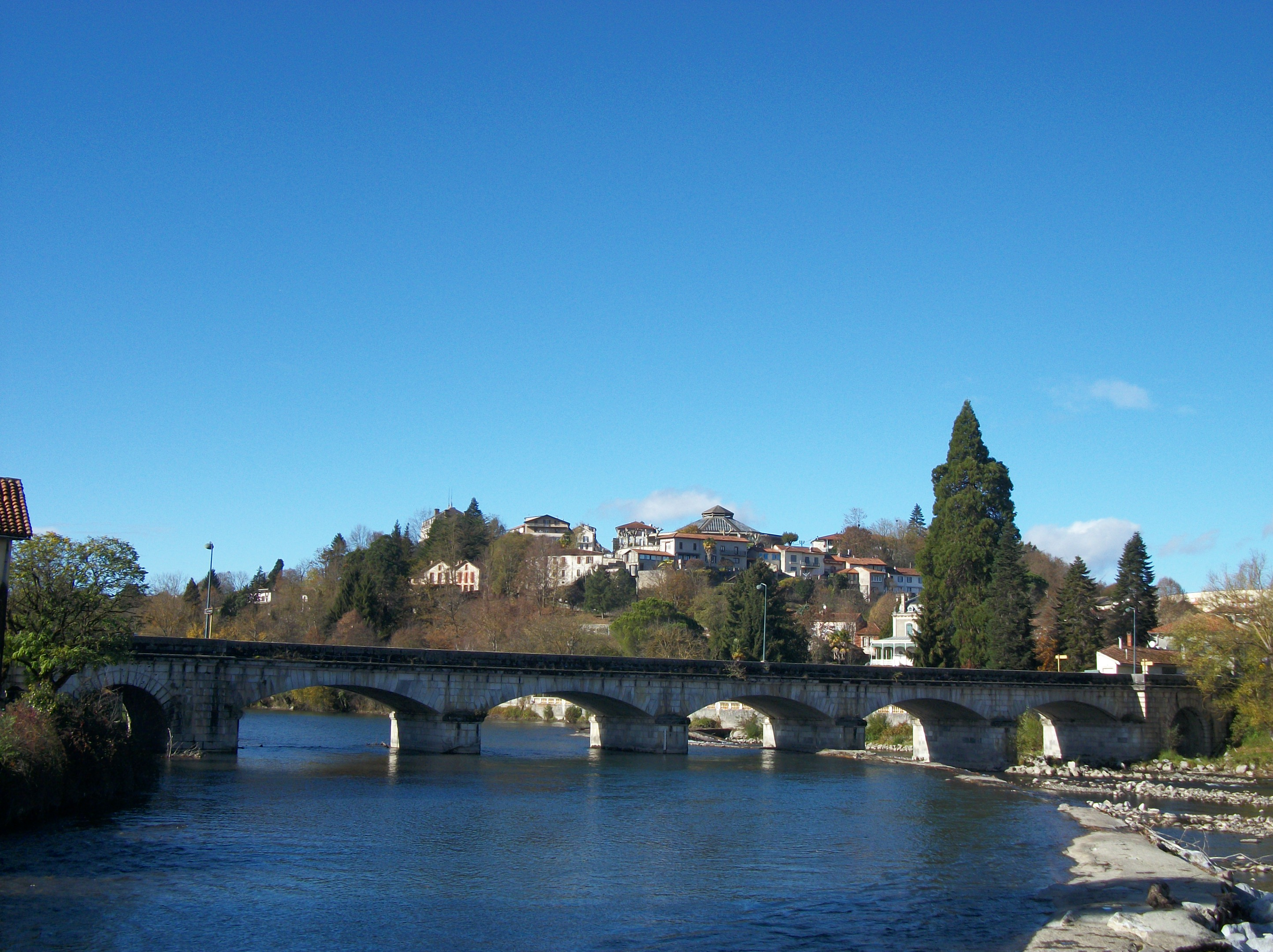
Pont de Gourdan-Polignan sur la Garonne reliant Montréjeau
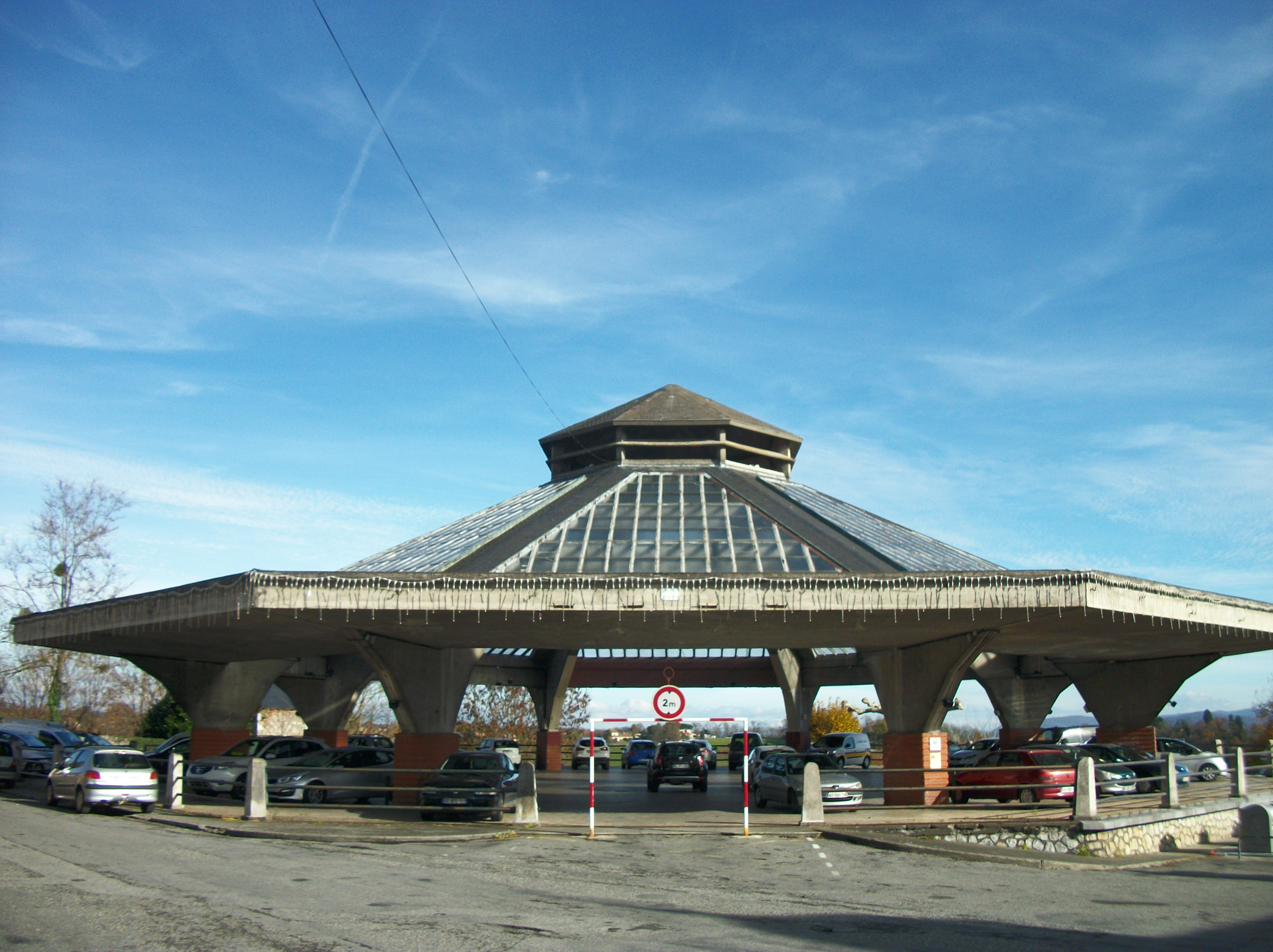
La Halle Le Maresquier
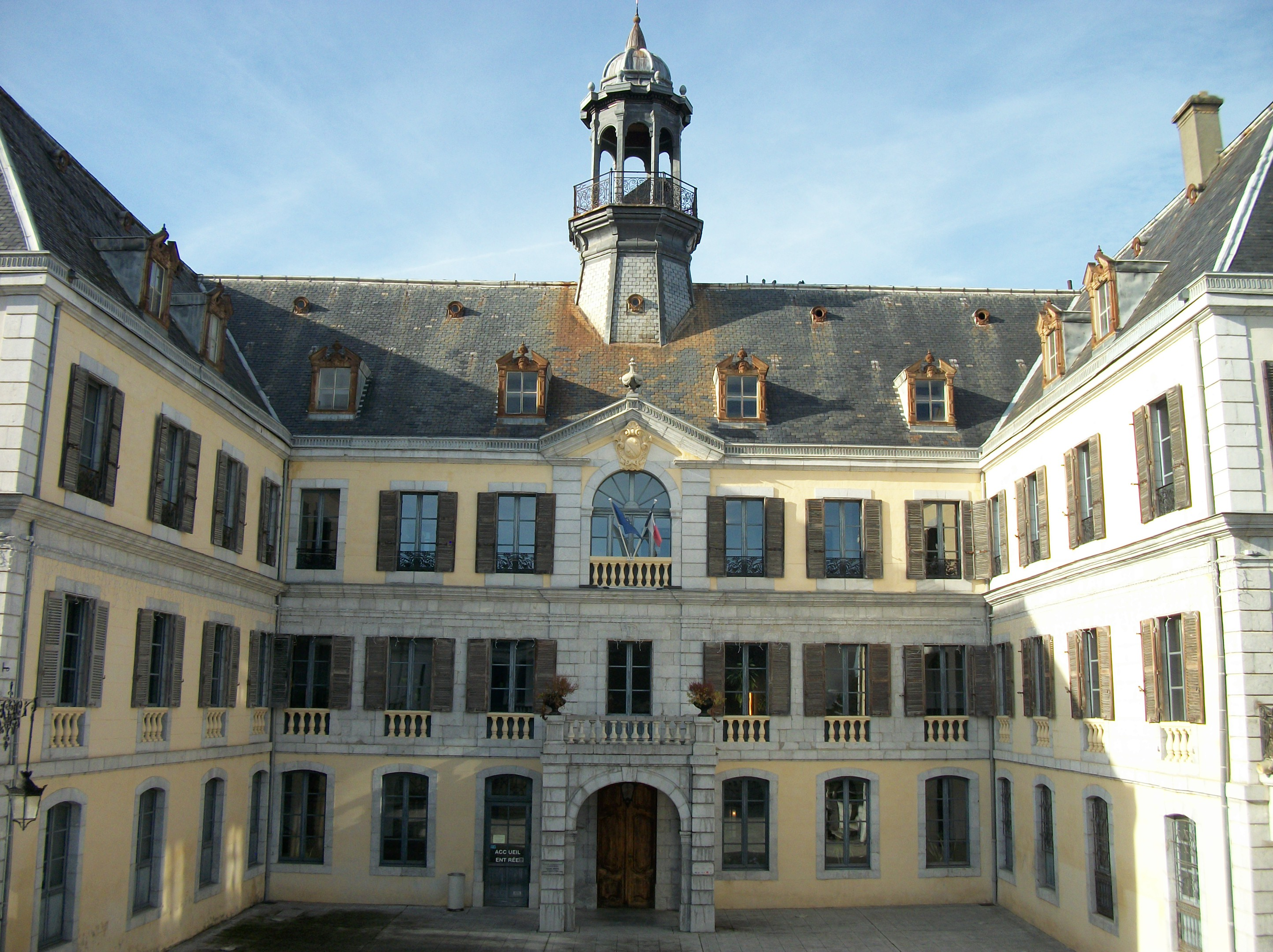
Hôtel de Lassus
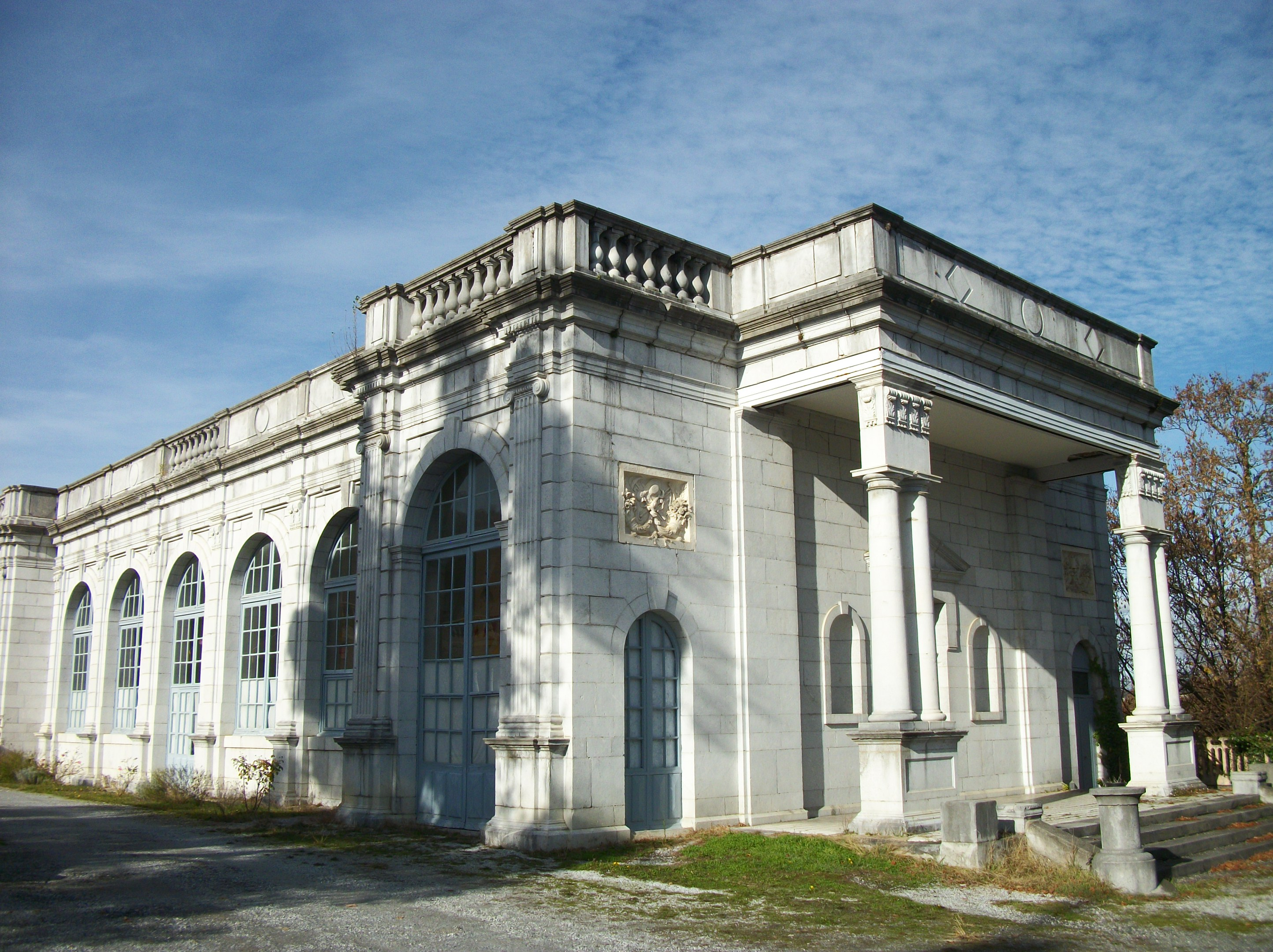
L'Orangerie de Lassus
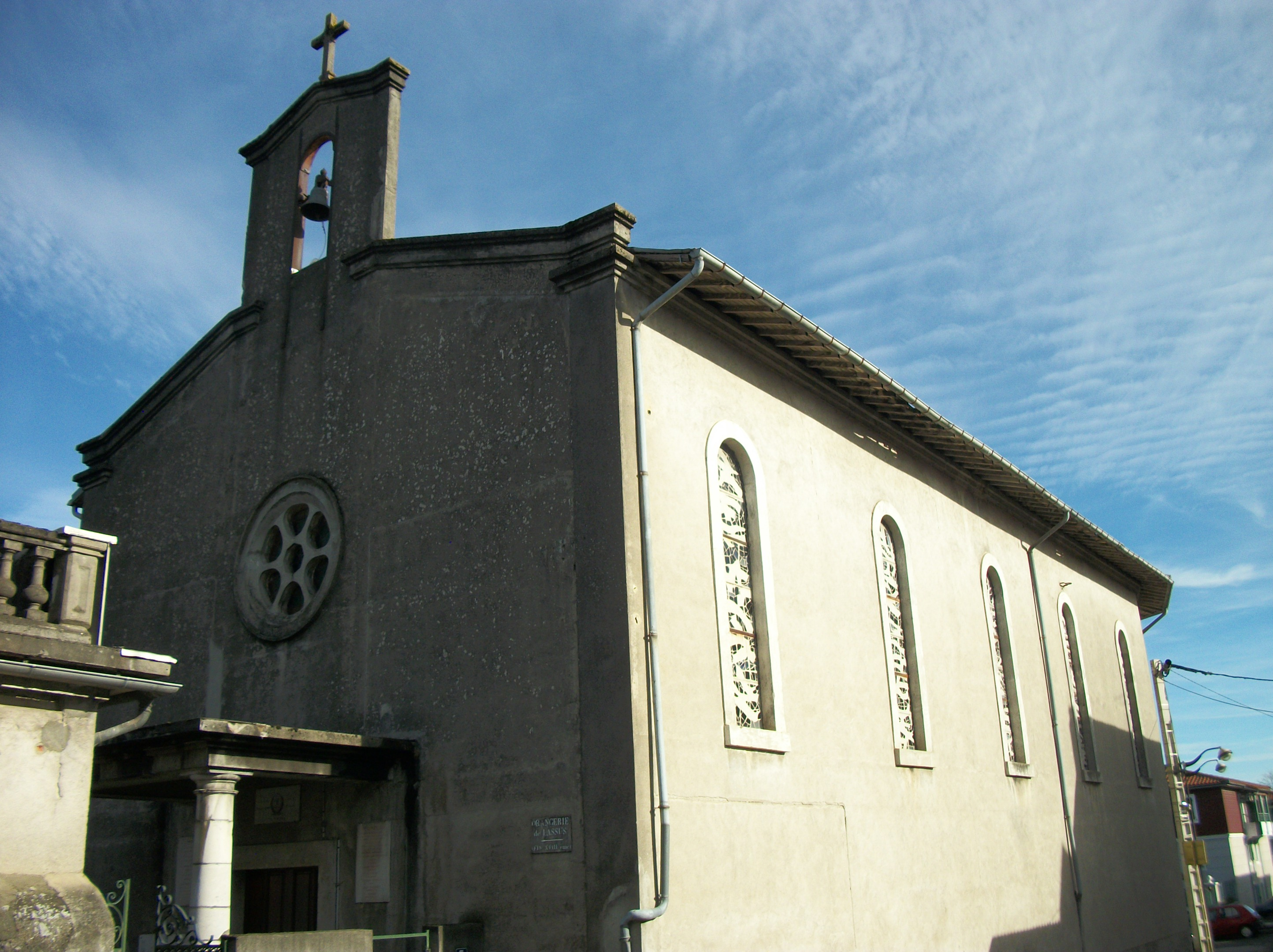
Ancienne chapelle du Séminaire
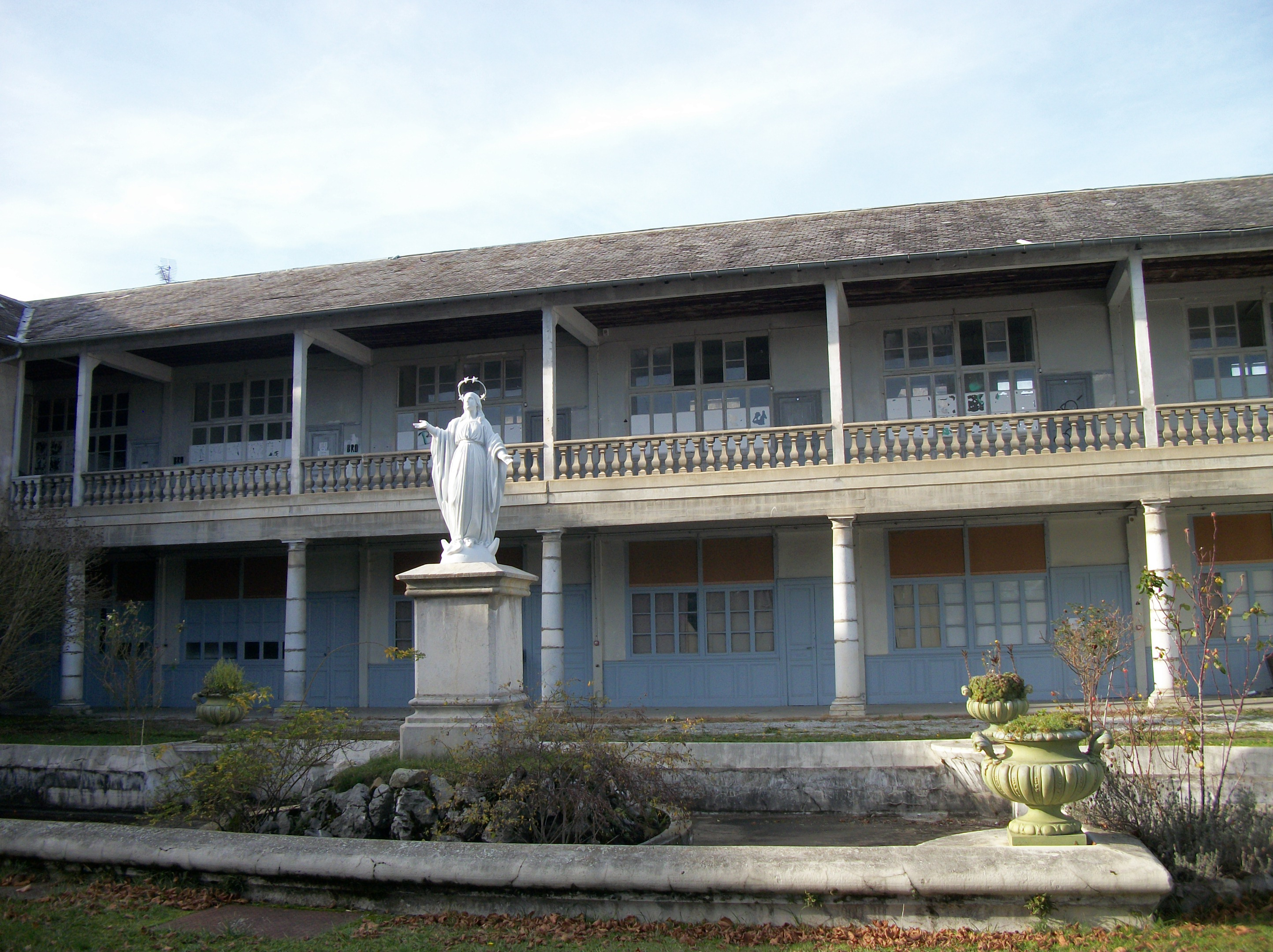
Parc de l’Hôtel de Lassus

### Personnalités liées à la commune
- Bertrand Larade, né à Montréjeau en 1581, poète gascon, auteur de La Margalide gasconne en 1604, de La Muse Piranèse en 1607 et de Sonnets et Chants royaux
- Jean-Pierre de Lassus, né à Montréjeau en 1694, premier arpenteur du roi Louis XV en Louisiane
- Pierre Campmartin, né le 14 mai 1733 à Montrejeau (Haute-Garonne) et mort le 10 septembre 1811 à Saint-Girons (Ariège), homme politique, député de l'Ariège à la Convention.
- Dominique Lacombe[81], né à Montréjeau en 1749, député de la Gironde, évêque constitutionnel de la Gironde, évêque concordataire d’Angoulême, titulaire de la légion d'honneur, élevé au rang de chevalier de l’Empire
- Pierre de Pelleport, né à Montréjeau en 1773, général d'Empire et Pair de France, participe à toutes les campagnes napoléoniennes
- Marc de Lassus (1829-1897), mort à Montréjeau, homme politique
- Jean Pierre Philippe Lampué (1836-1924), né à Montréjeau, photographe à Paris, spécialiste de la photo d'architecture, et homme politique
- Anthyme Saint-Paul (1843-1911), né à Montréjeau, est un archéologue et historien de l'art
- Bertrand de Lassus (1868-1909), né à Montréjeau, pyrénéiste. Il fait construire le château de Valmirande
- Louis Robach (1871-1959), mort à Montréjeau, dentiste et surtout pyrénéiste
- Pierre Malar (né Louis Azum), né à Montréjeau en 1924, chanteur remarqué et lancé par Édith Piaf, disparu le 12 décembre 2013 à Saint Gaudens (89 ans)
- Valentin Abeille (1843-1902), né à Montréjeau, homme politique
- Valentin Abeille (1907-1944), fils de Pierre Abeille, sous-préfet et petit-fils du précédent. Compagnon de la Libération (décret du 28 mai 1945), inhumé à Montréjeau
- Gérald Martinez, né à Montréjeau en 1955, capitaine de l'équipe de France de rugby à XV, du Stade toulousain et du Racing club de France
- Serge Gabernet, né à Montréjeau en 1955, international de rugby à XV et capitaine du Stade toulousain. Champion de France 1985 et 1986
- Bernard Minier, né à Béziers en 1960 et a passé toute sa jeunesse à Montréjeau, écrivain

### Héraldique
| Montréjeau | Son blasonnement est : D'argent au chêne arraché de sinople, au chef d'azur chargé de trois fleurs de lys d'or ou chef cousu de France. |

## Pour approfondir